# Landkreis Limburg-Weilburg

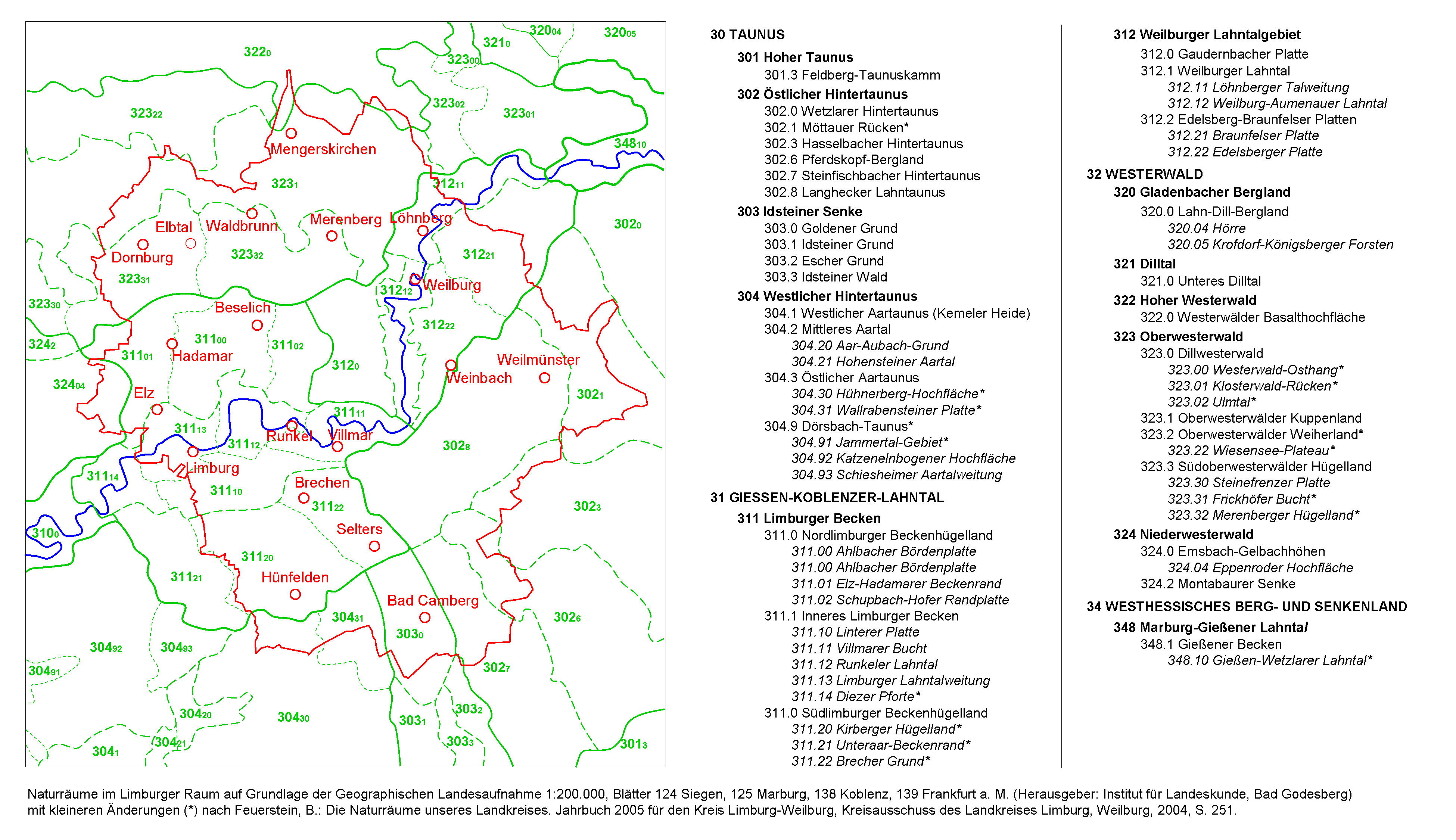
Naturräume im Landkreis Limburg-Weilburg

Der Landkreis Limburg-Weilburg ist eine Gebietskörperschaft mit 173.830 Einwohnern (31. Dezember 2024) im Regierungsbezirk Gießen im Land Hessen. Die Kreisstadt ist Limburg a. d. Lahn. Der Landkreis gehört zur Metropolregion Frankfurt/Rhein-Main.

## Geographie

### Lage
Der Landkreis liegt zwischen den Mittelgebirgen Taunus und Westerwald in Mittelhessen. Ein großer Teil des Kreisgebietes wird von den Tallandschaften der Lahn (Weilburger Lahntalgebiet und Limburger Becken) eingenommen, welche den Kreis von Nordosten nach Südwesten durchfließt. Das Limburger Becken bildet mit seiner Boden- und Klimagunst eine der ertragreichsten Agrarlandschaften Hessens und hat darüber hinaus als Lahnübergang seit dem Mittelalter eine hohe verkehrsgeographische Bedeutung. Im Anschluss an das Limburger Becken setzt sich der Goldene Grund im Emsbachtal fort. Dort ist ebenfalls ein sehr ertragreiches Agrargebiet. Nördlich des Limburger Beckens und dem weiter östlich verlaufenden Weilburger Lahntalgebiets liegen Teile des Kreises im Westerwald. Südlich davon erstreckt sich der Landkreis im östlichen Hintertaunus mit den Hochflächen und dem Weiltal mit seinen Nebentälern.

### Nachbarkreise
Der Landkreis grenzt, im Norden beginnend im Uhrzeigersinn, an den Lahn-Dill-Kreis, Hochtaunuskreis und Rheingau-Taunus-Kreis (alle in Hessen) sowie an den Rhein-Lahn-Kreis und den Westerwaldkreis (beide in Rheinland-Pfalz).

## Geschichte
Weit über das Frühmittelalter hinaus datieren frühgeschichtliche Funde, wie das eiszeitliche Lössprofil, das bei archäologischen Grabungen auf dem Gelände der ICE-Stadt Limburg gefunden wurde. Siedlungsspuren aus der mittleren Altsteinzeit (vor etwa 100.000 Jahren) bezeugen die heute zerstörten Steinkistenfunde von Niedertiefenbach, Ober- und Niederzeuzheim, die zerstörte Wildscheuerhöhle bei Steeden und die Wallanlage auf der Dornburg bei Wilsenroth. Im Südkreis stehen die Hünengräber aus der Hallstattzeit (750–450 v. Chr.) für eine Siedlungskontinuität ebenso wie die merowingischen Gräber in Neesbach. Das Kreisgebiet birgt in einigen Gemarkungen eine besondere Funddichte und jedes Fundstück dokumentiert die einstige Bedeutung der Region, des Niederlahngaus.
Die im fränkischen Reich hoch angesehene frühmittelalterliche gräfliche Adelsfamilie der Konradiner beherrschte den Lahnraum des heutigen Kreisgebietes. Zu der Gründung einer Stiftkirche auf der Lintpurc, dem ersten urkundlichen Zeugnis vom Jahr 910 für die heutige Kreisstadt Limburg an der Lahn, gesellt sich das Walpurgisstift in Weilburg. Auch für das Weilburger Stift liegt eine Urkunde vor, nach der Konrad I. dem Stift für das Seelenheil seiner Vorfahren im Jahr 912 eine Güterschenkung zukommen ließ. Die konradinische Hauspolitik bezeugt eine große verkehrspolitische Weitsicht bei der Erschließung ihres Territoriums. Im Abstand von Tagesetappen sicherten die Konradiner ihren Herrschaftsraum durch Stiftsgründungen entlang der Lahn (Limburg, Weilburg, Wetzlar) und auf dem Westerwald (Montabaur). Reichspolitisch erfährt die Familie mit König Konrad I., dem einzigen konradinischen Herrscher auf dem deutschen (ostfränkischen) Thron, ihren Zenit. Auf dem Sterbebett, so überliefert der Chronist Widukind, habe Konrad staatsmännische Größe gezeigt, als er seinen Bruder bat, die Reichsinsignien seinem erbitterten Gegner, dem Sachsenherzog Heinrich, zu überbringen – das so genannte Weilburger Testament.
Die Stadt Limburg am Schnittpunkt wichtiger alter Straßen kam (samt Burg und Stiftsvogtei) zu Beginn des 13. Jahrhunderts an die Herren von Ysenburg, im Jahr 1344 zur Hälfte, 1420 ganz an das Kurfürstentum Trier und blieb bis zur Säkularisation im Jahr 1803 trierisch und damit katholisch.
Die Stadt Weilburg, über einer großen Lahnschleife gelegen, ursprünglich ebenfalls im Besitz der Konradiner Grafen, hatten die Wormser Bischöfe seit dem 10. Jahrhundert als Reichslehen. Als deren Vögte fungierten seit 1195 die Grafen von Nassau, die im Jahr 1294, als Adolf einer der ihren deutscher König war, Ort und Burg als Eigentum erwarben. Die Stadt (seit 1295) wurde 1355 Residenz der Grafen (ab 1737 Fürsten) von Nassau-Weilburg und blieb dies bis 1816.
Während der von Trier beherrschte Teil katholisch war, trat das Haus Nassau zum protestantischen Glauben über. Der erst 19-jährige Graf Philipp III. von Nassau-Weilburg berief im Herbst 1526 den evangelischen Pfarrer Erhard Schnepf nach Weilburg. Seine öffentliche Disputation im Hause des Stiftsdekans am 31. Oktober des gleichen Jahres gilt als Beginn der Reformation in Weilburg.
Die Glaubenszerrissenheit des 17. Jahrhunderts lässt sich am Haus Nassau-Hadamar besonders gut veranschaulichen. Johann VI. von Nassau-Dillenburg war zunächst Lutheraner, dann überzeugter Calvinist und ließ seinen fünften, am 12. August 1590 in dritter Ehe mit Johannetta von Sayn-Wittgenstein geborenen, Sohn Johann Ludwig in diesem Sinne erziehen. Johann Ludwig von Nassau-Hadamar, im Jahr 1650 in den Reichsfürstenstand erhoben, trat 1629 zum Katholizismus über und vollzog mit großem Eifer und mithilfe der von ihm ins Land geholten Jesuiten die Rekatholisierung der Grafschaft. Das 1652 von ihm initiierte Gymnasium wurde bis 1773 von Jesuiten geleitet. Er tolerierte weiterhin den reformierten Glauben seiner Gattin, Gräfin Ursula von Lippe-Detmold. Als kaiserlicher Gesandter stellte er 1638 in Köln, Münster und Osnabrück bei den Verhandlungen über den Westfälischen Frieden sein diplomatisches Geschick unter Beweis. Die Kandidatur des inzwischen verwitweten Fürsten auf den Bischofsstuhl von Münster (1650) scheiterte jedoch.
Aus den territorialen Veränderungen der deutschen Länder zu Beginn des 19. Jahrhunderts ging das Herzogtum Nassau (1806) hervor, dessen Regierung zunächst in gemeinsamer Hand von Herzog Friedrich August von Nassau-Usingen und Fürst Friedrich Wilhelm von Nassau-Weilburg lag. Nach deren beider Tod 1816 ging die alleinige Regentschaft an das nassau-weilburgische Haus über. Das Schloss in Weilburg, das heute den Rahmen für die Weilburger Schlosskonzerte bietet, trat nun hinter das Biebricher Schloss (seit 1926 zu Wiesbaden gehörig) zurück. Nassau, das 1866 auf Seiten Österreichs kämpfte, wurde zur Kriegsbeute und am 20. September 1866 offiziell durch das Königreich Preußen annektiert. Herzog Adolph ging nach Luxemburg und wurde Großherzog von Luxemburg. Nassau bestand als Regierungsbezirk Wiesbaden in der Provinz Hessen-Nassau (mit Kassel) fort.
Das Gebiet um Weilburg war schon früh Teil des Herzogtums Nassau. Nach der im Juni 1866 erfolgten Besetzung durch Preußen wurde im Jahr 1867, durch die preußische Verordnung vom 22. Februar, der Oberlahnkreis mit Weilburg als Sitz gebildet. Fast 20 Jahre später entstand 1886 aus den Ämtern Limburg (vorher Unterlahnkreis), Hadamar (vorher Oberlahnkreis) und Camberg (vorher Untertaunuskreis) der Kreis Limburg mit Sitz in Limburg an der Lahn.
Im Rahmen der hessischen Kreisreform vereinigte sich der Oberlahnkreis mit dem Kreis Limburg durch einen freiwilligen Gebietsänderungsvertrag vom 1. Juli 1974 zum Landkreis Limburg-Weilburg. Hierbei wechselten drei Gemeinden in benachbarte Landkreise über. Hasselbach (Taunus) wurde Teil der Großgemeinde Weilrod und schloss sich somit dem Hochtaunuskreis an. Altenkirchen und Philippstein, vormals dem Oberlahnkreis zugehörig, wurden zu Stadtteilen der Stadt Braunfels und damit zunächst dem Landkreis Wetzlar und ab Anfang 1977 dem Lahn-Dill-Kreis zugeordnet.
Als erster kreisweiter Verband im neu gebildeten Landkreis wurde am 20. September 1975 in Obertiefenbach der Kreisfeuerwehrverband Limburg-Weilburg gegründet. Die Delegierten der damaligen Kreisfeuerwehrverbände Limburg und Oberlahn beschlossen, sich mit sofortiger Wirkung zu vereinigen.
Die ältesten Städte (mit Erwähnungsjahren) sind Hadamar (832), Weilburg (906), Limburg (910) und Camberg (1000).

### Einwohnerstatistik

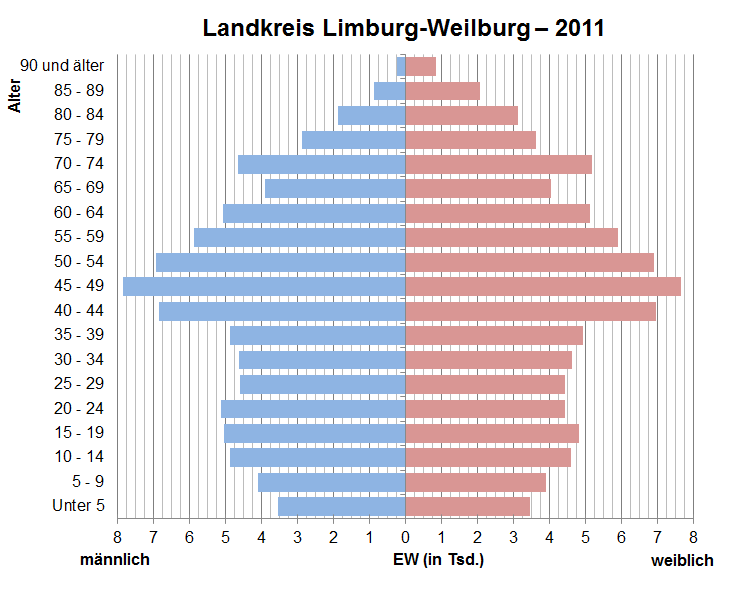
Bevölkerungspyramide für den Landkreis Limburg-Weilburg (Datenquelle: Zensus 2011)

Am 31. Dezember 2024 zählte der Landkreis Limburg-Weilburg 173.830 Einwohner. Gemäß der Volkszählung 2011 betrug der Anteil der Frauen 50,8 %, der der Männer 49,2 %. Der Ausländeranteil (melderechtlich registrierte Einwohner ohne deutsche Staatsangehörigkeit) lag bei 7,2 %, während sich der Anteil an der Bevölkerung mit Migrationshintergrund (melderechtlich registrierte Einwohner mit deutscher Staatsangehörigkeit und zugleich ausländischer Herkunft) auf 18,1 % bezifferte.
| Jahr   | Einwohner |
| ------ | --------- |
| 1961 1 | 137.816   |
| 1970 1 | 148.111   |
| 1987   | 151.837   |
| 2001   | 175.679   |
| 2007   | 173.754   |
| 2011   | 170.696   |
| 2017   | 171.971   |

### Konfessionsstatistik
Laut der Volkszählung 2011 waren 31,5 % der Einwohner evangelisch, 43,9 % römisch-katholisch und 24,6 % gehörten einer sonstigen oder keiner Religionsgesellschaft an oder machten keine Angabe. Der Mitgliederschwund der großen Kirchen hielt seitdem weiter an. Gemäß Zensus 2022 waren (2022) 25,7 % der Einwohner evangelisch, 34,6 % katholisch und 39,6 % waren konfessionslos, gehörten einer anderen Glaubensgemeinschaft an oder machten keine Angabe.

## Politik
Am 23. September 2008 erhielt der Landkreis den von der Bundesregierung verliehenen Titel Ort der Vielfalt.

### Kreistag
Die Kommunalwahl am 14. März 2021 lieferte folgendes Ergebnis, in Vergleich gesetzt zu früheren Kommunalwahlen:
| Kommunalwahl im Landkreis Limburg-Weilburg 2021Wahlbeteiligung: 52,1 % 403020100 36,724,713,68,57,26,52,60,2 CDUSPDGrüneFWAfDFDPLinkeBasisGewinne und Verlusteim Vergleich zu 2016 %p 8 6 4 2 0 −2 −4−1,9−3,2+6,5+0,9−2,2+0,5−0,8+0,2CDUSPDGrüneFWAfDFDPLinkeBasis | Sitzverteilung im Kreistag Limburg-Weilburg 2021Insgesamt 71 Sitze - Linke: 2 - SPD: 17 - Grüne: 10 - FW: 6 - CDU: 26 - FDP: 5 - AfD: 5 |

| Wahlvorschläge             | Wahlvorschläge             | Wahlvorschläge                              | % 2021 | Sitze 2021 | % 2016 | Sitze 2016 | % 2011 | Sitze 2011 | % 2006 | Sitze 2006 | % 2001 | Sitze 2001 |
| -------------------------- | -------------------------- | ------------------------------------------- | ------ | ---------- | ------ | ---------- | ------ | ---------- | ------ | ---------- | ------ | ---------- |
|                            | CDU                        | Christlich Demokratische Union Deutschlands | 36,7   | 26         | 38,6   | 28         | 43,5   | 31         | 48,0   | 34         | 47,0   | 33         |
|                            | SPD                        | Sozialdemokratische Partei Deutschlands     | 24,7   | 17         | 27,9   | 20         | 30,1   | 21         | 31,9   | 23         | 34,6   | 25         |
|                            | Grüne                      | Bündnis 90/Die Grünen                       | 13,6   | 10         | 07,1   | 05         | 12,6   | 09         | 05,2   | 04         | 05,0   | 03         |
|                            | FW                         | Freie Wähler Landkreis Limburg-Weilburg     | 8,5    | 6          | 07,6   | 05         | 08,0   | 06         | 07,5   | 05         | 08,4   | 06         |
|                            | AfD                        | Alternative für Deutschland                 | 7,2    | 5          | 09,4   | 07         | —      | —          | —      | —          | —      | —          |
|                            | FDP                        | Freie Demokratische Partei                  | 6,5    | 5          | 06,0   | 04         | 03,2   | 02         | 03,3   | 02         | 02,7   | 02         |
|                            | Linke                      | Die Linke                                   | 2,6    | 2          | 03,4   | 02         | 02,6   | 02         | 02,2   | 02         | —      | —          |
|                            | REP                        | Die Republikaner                            | —      | —          | —      | —          | —      | —          | 01,9   | 01         | 02,3   | 02         |
| Gesamt                     | Gesamt                     | Gesamt                                      | 100    | 71         | 100,0  | 71         | 100,0  | 71         | 100,0  | 71         | 100,0  | 71         |
| Wahlbeteiligung in Prozent | Wahlbeteiligung in Prozent | Wahlbeteiligung in Prozent                  | 52,1   | 52,1       | 50,1   | 50,1       | 47,2   | 47,2       | 46,1   | 46,1       | 53,5   | 53,5       |

### Kreishaus
Sitz der Kreisverwaltung ist das Kreishaus in Limburg an der Lahn mit Adresse Schiede 43. Das dreigeschossige Gebäude mit hohem Walmdach steht unter Denkmalschutz und wurde 1925/26 nach Plänen der Architekten F. Gais und Gottlob Schaupp aus Frankfurt errichtet. Die elfachsige westliche Front folgt dem leicht gebogenen Verlauf der Schiede, während die südlichen Bauabschnitte vom Straßenverlauf zurückspringen, um so die Einmündung der Diezer Straße optisch zu erweitern.

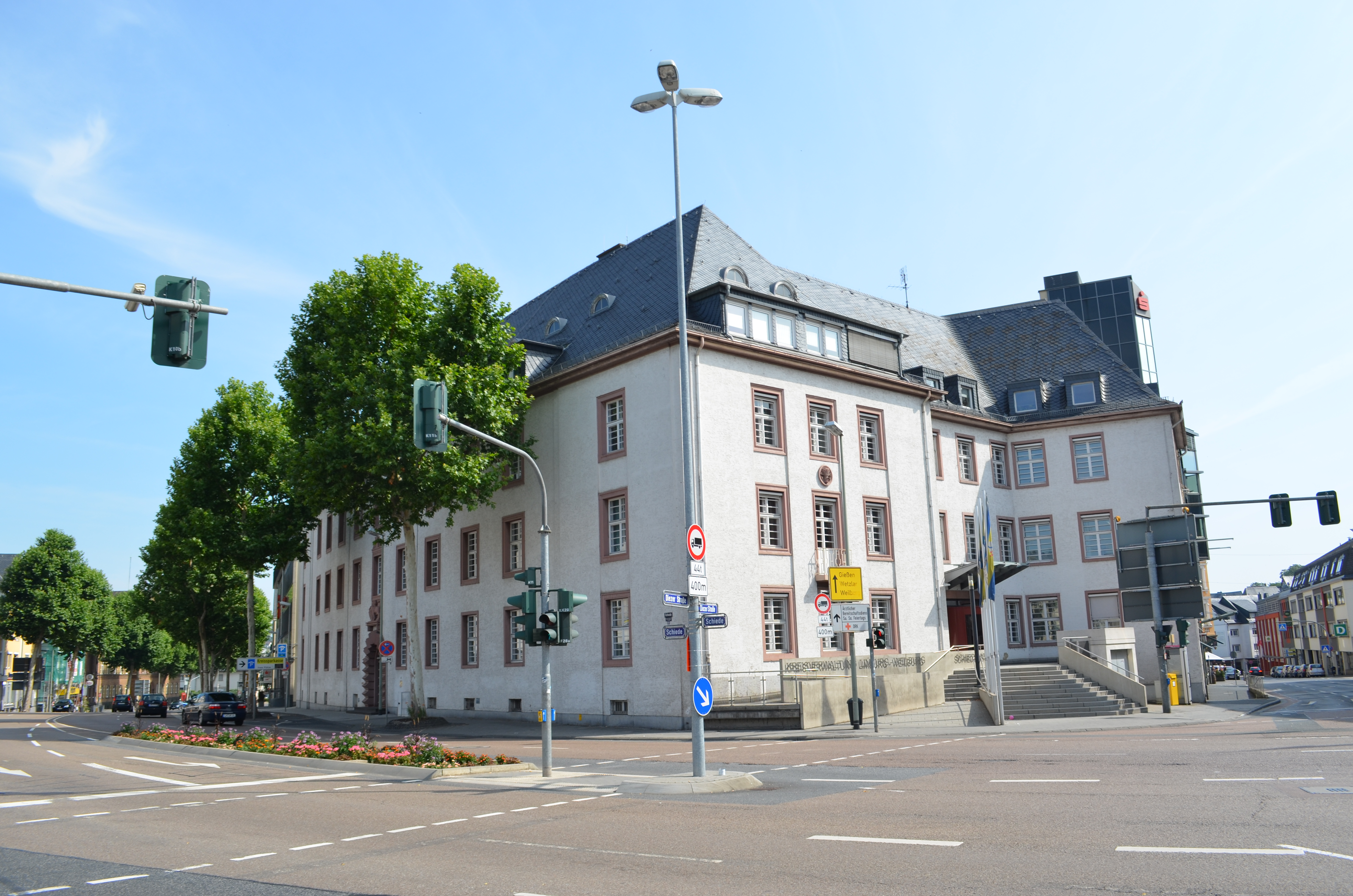
Kreisverwaltung in Limburg
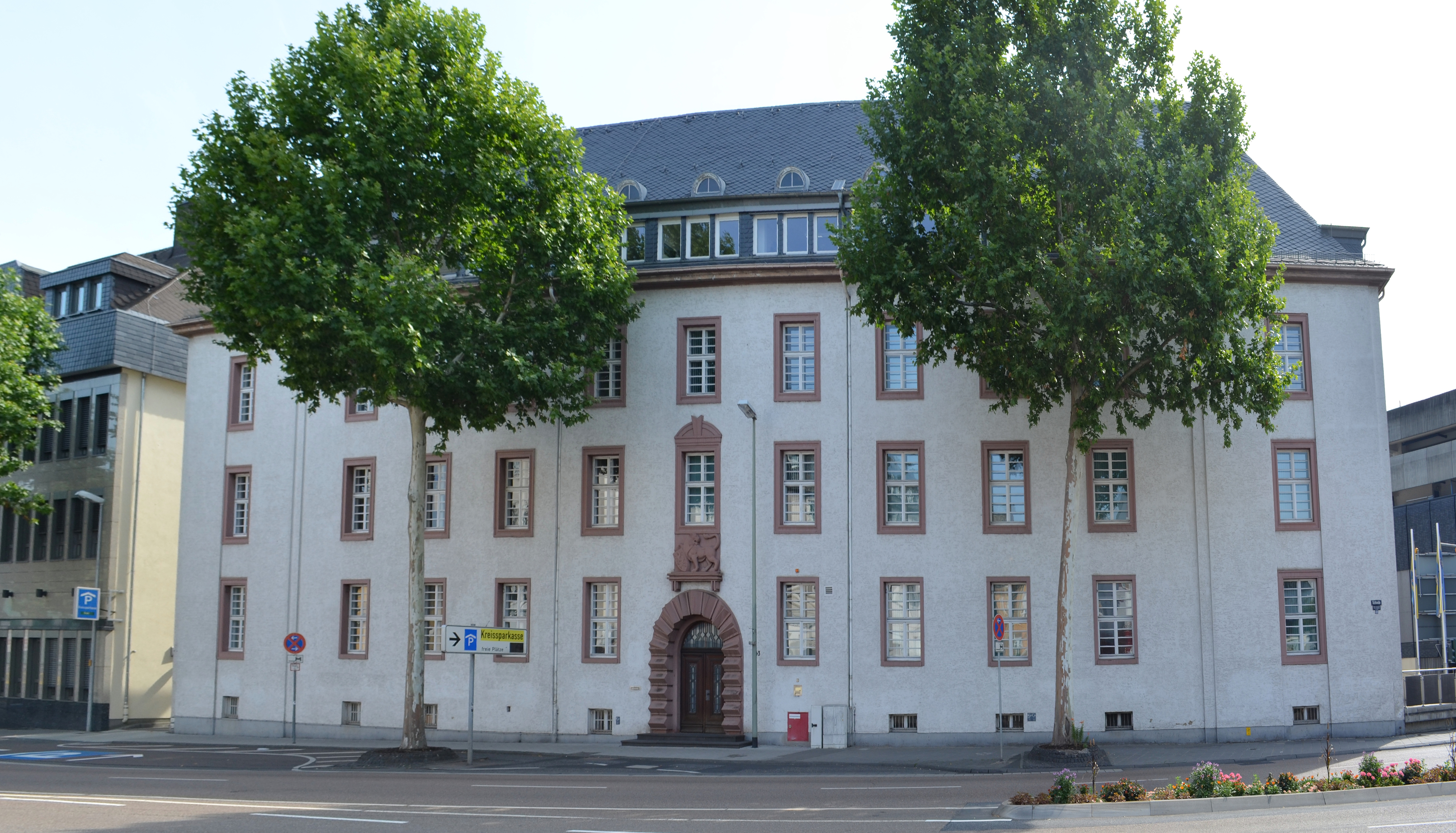
Straßenfront
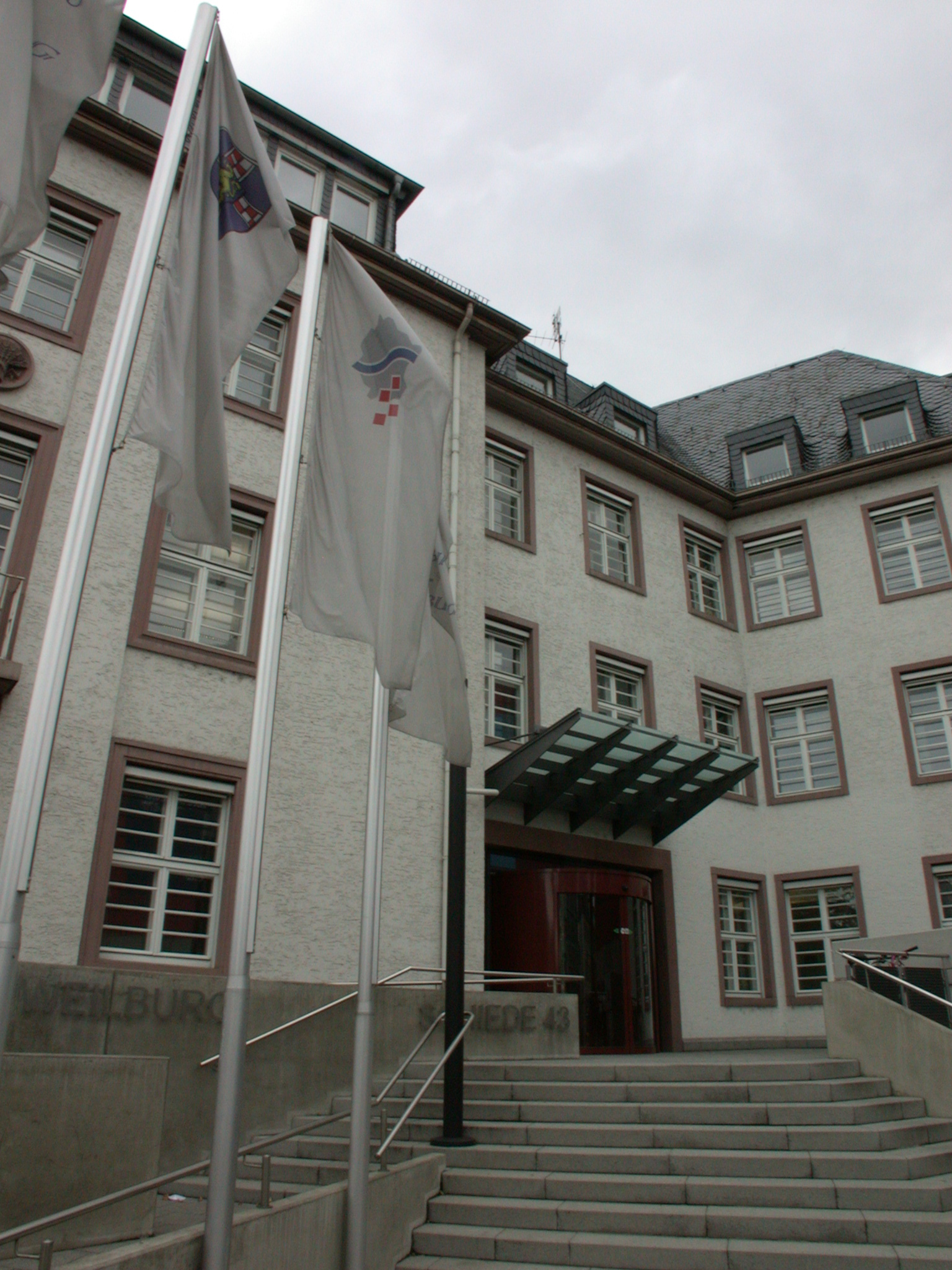
Haupteingang
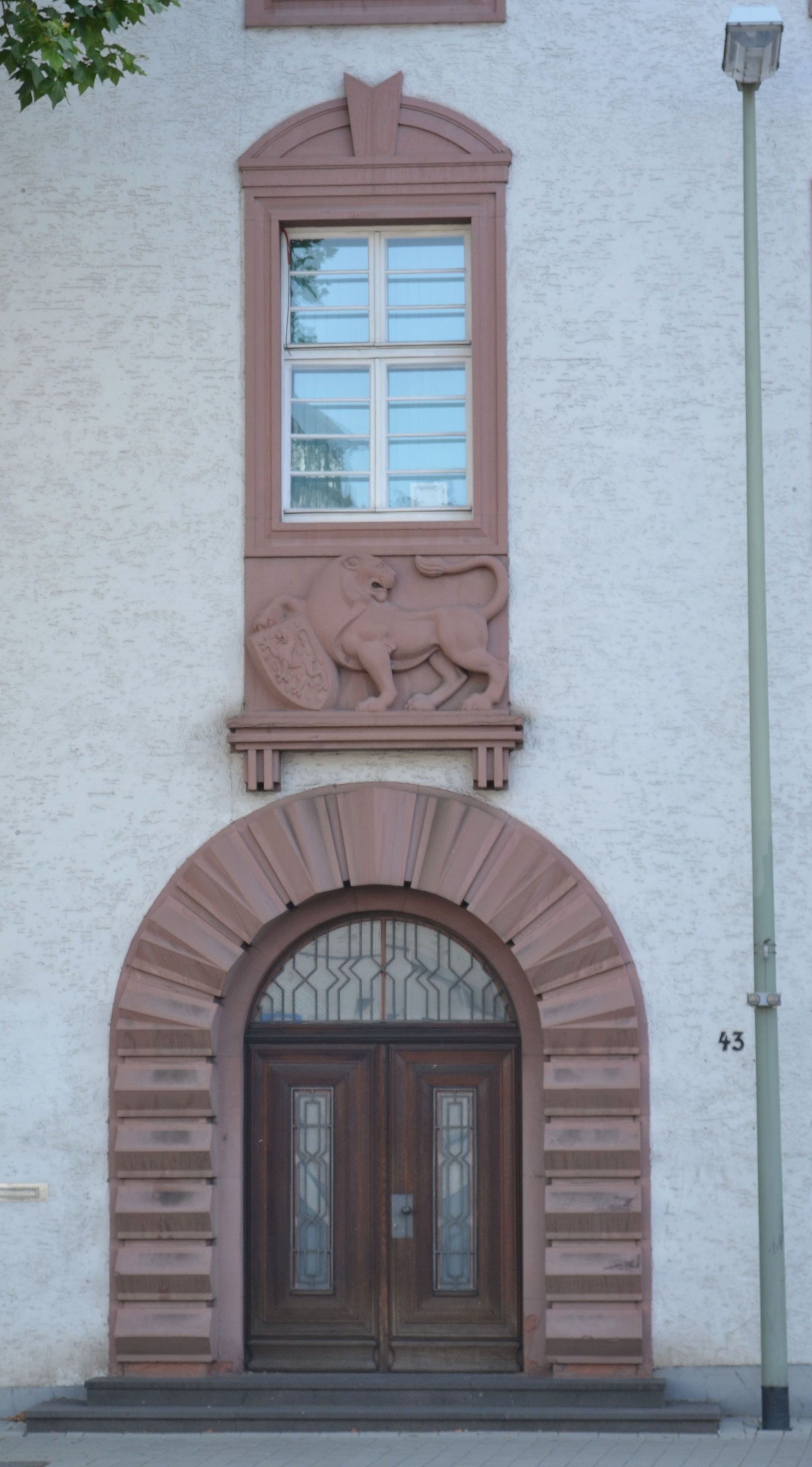
Seiteneingang

### Landrat
Am 11. November 2018 wurde Michael Köberle (CDU) zum neuen Landrat des Kreises Limburg-Weilburg gewählt. Er ist seit 1. Januar 2019 im Amt.
Zuvor war Manfred Michel (CDU) nach erfolgreicher Direktwahl am 26. November 2006 ab 22. Dezember 2006 Landrat des Landkreises Limburg-Weilburg. Er wurde Nachfolger von Manfred Fluck (SPD), der aus Altersgründen nicht mehr kandidierte. Bei der Direktwahl am 9. September 2012 verteidigte Manfred Michel sein Amt mit 62,6 Prozent der Stimmen.
Seit der Entstehung des Landkreises Limburg-Weilburg gab es fünf Landräte. Zum 1. Juli 1974 übernahm der Landrat des ehemaligen Kreises Limburg, Heinrich Anton Wolf (CDU), kommissarisch diese Aufgabe im neu geschaffenen Landkreis, bevor Georg Wuermeling (CDU) in dieses Amt im Februar 1975 gewählt wurde. Nachfolger wurde im Juli 1989 Manfred Fluck (SPD), der im Jahr 2006 sein inzwischen direkt gewähltes Amt abgab.
Jörg Sauer ist seit 16. März 2019 neuer Erster Kreisbeigeordneter des Landkreises Limburg-Weilburg. Er ist Nachfolger von Helmut Jung.
Helmut Jung (SPD) war von 2007 bis 2019 Erster Kreisbeigeordneter des Landkreises Limburg-Weilburg. Jung wurde im Februar 2007 vom Kreistag gewählt und am 16. März 2007 in sein Amt eingeführt und damit Nachfolger von Manfred Michel.

### Hoheitszeichen
Als Hoheitszeichen führt der Landkreis Limburg-Weilburg ein Siegel, ein Wappen und eine Flagge (Hiss- und Bannerflagge).

Hissflagge
Bannerflagge

| Wappen des Landkreises Limburg-Weilburg | Blasonierung: „In Blau ein durchgehendes, rot-silbern geschachtes Kreuz, belegt mit einem blauen Schild, darin zwischen goldenen Schindeln ein rot bewehrter goldener Löwe.“ |
| Wappen des Landkreises Limburg-Weilburg | Wappenbegründung: Das Kreuz entspricht dem Wappen des Altkreises Limburg aus dem Jahr 1957. Es war eine Kombination der Wappen von Kurtrier: in Silber ein rotes, durchgehendes Kreuz, und dem Wappen der Herrschaft Isenburg-Limburg: in Blau zwei rot-silbern geschachte Balken begleitet von goldenen Schindeln. Hinzugefügt wurde der nassauische Löwe, der bereits im früheren Kreiswappen des Oberlahnkreises von 1936 zu sehen war. Das Wappen wurde am 18. April 1975 verliehen. |

Flaggenbeschreibung: „Die Flagge zeigt auf einer gelben, von zwei blauen Seitenstreifen im Verhältnis 1:3:1 eingefassten Bahn, in der Liekhälfte das Wappen. Das Banner zeigt auf einer gelben, von zwei blauen Seitenstreifen im Verhältnis 1:3:1 eingefassten Bahn, das Wappen mittig deutlich nach oben versetzt.“
Der Ehrenbecher des Landkreises Limburg-Weilburg wird als Ausdruck des Dankes und der Anerkennung für die besonderen ehrenamtlichen Verdienste zum Wohle der Bürger des Landkreises Limburg-Weilburg durch den Kreisausschuss verliehen. Dieser Zinnbecher trägt die Prägung des Wappens des Landkreises. Persönlichkeiten, die im Bezug zum Landkreis herausragende Leistungen vollbracht haben, wird durch den Landrat der Eintrag ins Goldene Buch des Landkreises Limburg-Weilburg nahegelegt.

## Kfz-Kennzeichen
Am 1. Juli 1974 wurde dem Landkreis das seit dem 1. Juli 1956 für den Landkreis Limburg gültige Unterscheidungszeichen LM zugewiesen. Es wird durchgängig bis heute ausgegeben. Bis in die 1990er-Jahre erhielten Fahrzeuge aus dem Altkreis Weilburg (bzw. Oberlahn) Kennzeichen mit den Buchstabenpaaren NA bis ZZ und den Zahlen von 1 bis 999.
Zudem ist durch die sogenannte Kennzeichenliberalisierung seit dem 2. Januar 2013 das Unterscheidungszeichen WEL (Weilburg bzw. Oberlahnkreis) erhältlich.

## Wirtschaft und Infrastruktur
Im sogenannten Zukunftsatlas 2016 belegte der Landkreis Limburg-Weilburg Platz 204 von 402 Landkreisen, Kommunalverbänden und kreisfreien Städten in Deutschland und zählt damit zu den Regionen mit „ausgeglichenem Chancen-Risiko-Mix“. Im Jahr 2019 verbesserte er sich auf Platz 167 von 401 Landkreisen.

### Verkehr
Die wichtigste Fernverkehrsstraße des Landkreises ist die Bundesautobahn 3 (Köln–Frankfurt) mit den Anschlussstellen 42 (Limburg-Nord), 43 (Limburg-Süd) und 44 (Bad Camberg). Wichtige Bundesstraßen sind die B 8, B 49 (Lange Meil), B 54, B 417 und B 456.
Durch den Landkreis führt die Schnellfahrstrecke Köln–Rhein/Main. Limburg hat in unmittelbarer Nähe zur Anschlussstelle Limburg-Süd der A 3 im Gewerbegebiet ICE-Stadt den Bahnhof Limburg Süd mit Verbindungen in nordwestlicher Richtung (Montabaur–Siegburg/Bonn–Köln–Aachen–Brüssel) sowie nach Südosten (Frankfurt am Main) durch Intercity-Express-Züge. Umsteigefreie ICE-Linien bedienen unter anderem Frankfurt Flughafen sowie den Frankfurter Hauptbahnhof, Köln, Düsseldorf, Stuttgart und München.
Weitere wichtige Bahnstrecken sind die Lahntalbahn Koblenz–Limburg/Lahn (in der Innenstadt)–Gießen und die Main-Lahn-Bahn aus Frankfurt, die von Regional-Express- und Güterzügen befahren werden.
Die Linie RB 29 verkehrt von Limburg (Lahn) nach Limburg-Staffel und weiter nach Siershahn, die RB 90 von Limburg (Lahn) nach Limburg-Staffel und weiter über Elz nach Siegen Hbf.

### Bildung
Der Landkreis Limburg-Weilburg ist Träger von 37 Grundschulen, drei kombinierten Grund- und Hauptschulen, sechs Grund-, Haupt- und Realschulen, drei Haupt- und Realschulen, zwei Gymnasien, zwei integrativen Gesamtschulen, drei kooperative Gesamtschulen, vier Förderschulen und vier beruflichen Schulen. Im Jahr 2006 wurden diese Schulen von rund 29.000 Schülern besucht.

### Digitale Infrastruktur
In Kooperation mit der Wirtschaftsförderungsgesellschaft Limburg-Weilburg-Diez begann die Deutsche Telekom AG im Frühjahr 2013 in der Stadt Limburg (mit Ausnahme des Stadtteils Ahlbach), in der Gemeinde Elz (mit Ausnahme des Ortsteils Malmeneich) und in Runkel-Dehrn mit dem Ausbau einer Internet-Breitbandversorgung mit einer Leistung von 50 Mbit/s. Der Landkreis Limburg-Weilburg war damit einer der ersten hessischen Landkreise, der mit einer fast flächendeckenden Versorgung der Bürger und Unternehmen mit leistungsstarken Internetanschlüssen begann. Im Rahmen einer öffentlichen Ausschreibung erhielt die Deutsche Telekom später den Zuschlag für die vollständige Realisierung des Breitbandausbaus im Landkreis. Am 18. Juli 2014 begannen in Hünfelden-Dauborn die Arbeiten für den Ausbau des Breitband-Internetzugangs. Später folgte der Ausbau im Limburger Stadtteil Ahlbach, in der Gemeinde Beselich und in der Stadt Weilburg. Der Abschluss der Arbeiten war auf den 30. Juni 2016 datiert. Es ist vorgesehen, dass 95 Prozent der Einwohner mit mindestens 30 Mbit/s das Internet nutzen können. Dem Landkreis sowie den Städten und Gemeinden entstehen Aufwendungen für den Ausbau in Höhe von 5,5 Millionen Euro. Seit 2019 plant die Stadt Limburg nun den Glasfaserausbau, bisher gab es jedoch kaum Fortschritte.

### Gesundheitseinrichtungen
Der Landkreis ist Träger des Kreiskrankenhauses Weilburg. In Limburg existiert das St-Vincenz-Krankenhaus als Krankenhaus der Schwerpunktversorgung, in Hadamar die von Vitos Hadamar gGmbH betriebene Klinik für Psychiatrie und Psychotherapie.

### Sicherheit
Durch die Zentrale Leitstelle Limburg-Weilburg werden Rettungsdienst, Feuerwehr, Krankentransporte, Katastrophenschutz und Sanitätsdienste disponiert.

## Sehenswürdigkeiten

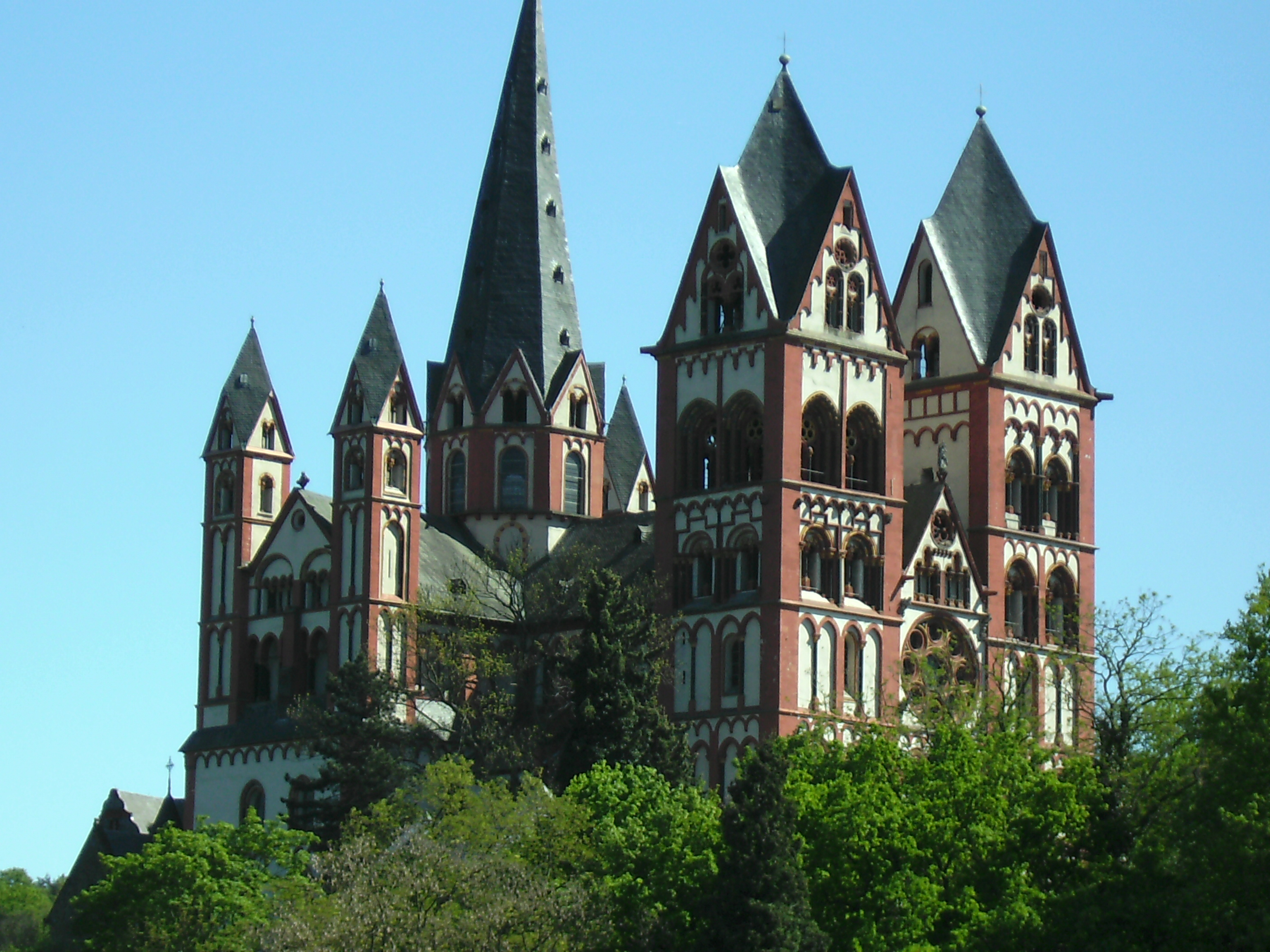
Der Limburger Dom

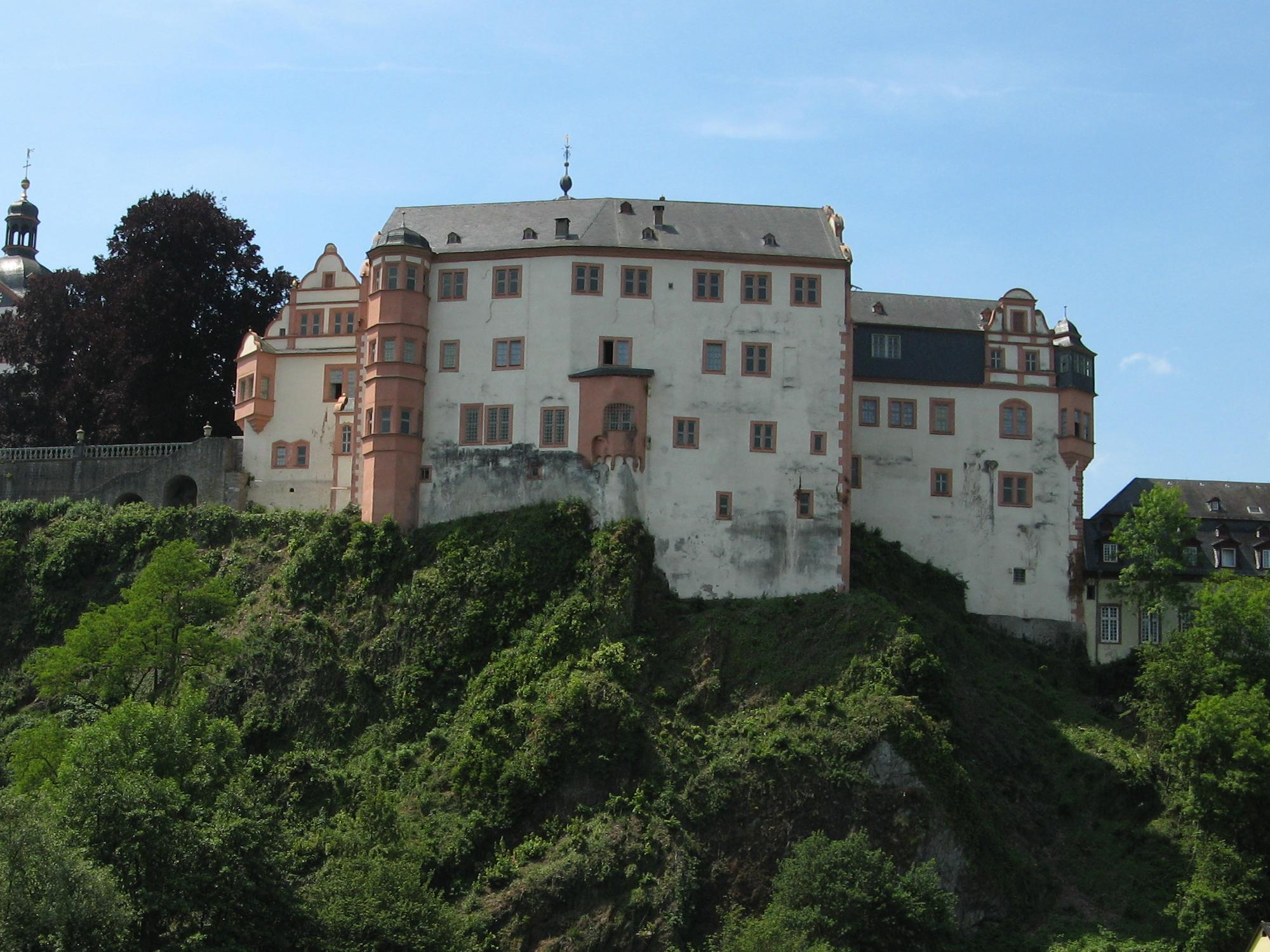
Das Weilburger Schloss

- Die Lahn fließt mitten durch den Landkreis.
- Der Westerwald im nördlichen Teil des Landkreises
- Der Taunus im südlichen Teil des Landkreises
- Limburger Dom St. Georg (Einweihung 1235) auf Lahnfelsen
- Limburger Altstadt mit Fachwerkhäusern (erbaut ab 1289)
- Residenzstadt Weilburg mit Schloss Weilburg (erbaut 1590) und Schlossanlage (erbaut 1823)
- Weilburger Schifffahrtstunnel (erbaut 1847), Kubacher Kristallhöhle (entdeckt 1974)
- Kneippbad Bad Camberg (seit 1927) mit Natur- und Heilquellen
- Klosterruine (Klostergründung 1163), Wallfahrtskapelle (erbaut 1767) in Beselich
- Blasiuskapelle (Ersterwähnung um 803) in Dornburg
- Burg Waldmannshausen (erbaut 1486) in Elbtal
- Schloss in Hadamar (erbaut 1629) mit Renaissancearchitektur
- Gedenkstätte Hadamar zum „Euthanasie“-Programm der Nationalsozialisten
- Frühmittelalterliche Burg Runkel (erbaut 778 nach Legende) in Runkel
- Schlossruine der Laneburg (erbaut 1324) in Löhnberg
- Burg Mengerskirchen (erbaut 1320)
- Burgruine Merenberg (Ersterwähnung 1129)
- Brunnentempel (Ersterwähnung Quelle 772) in Selters (Taunus)
- Marmorbrücke in Villmar über die Lahn (erbaut 1895)
- Kirbergturm (erbaut um 1600) in Weilmünster
- Burgruine Freienfels (erbaut um 1300) in Weinbach

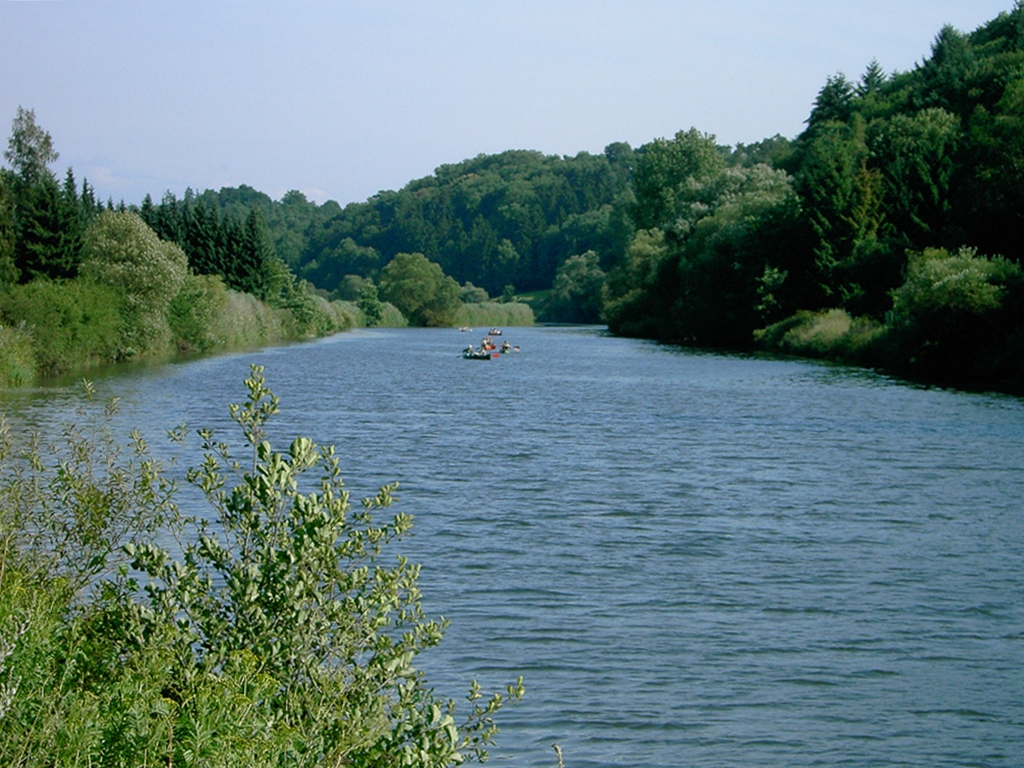
Die Lahn im Landkreis Limburg-Weilburg
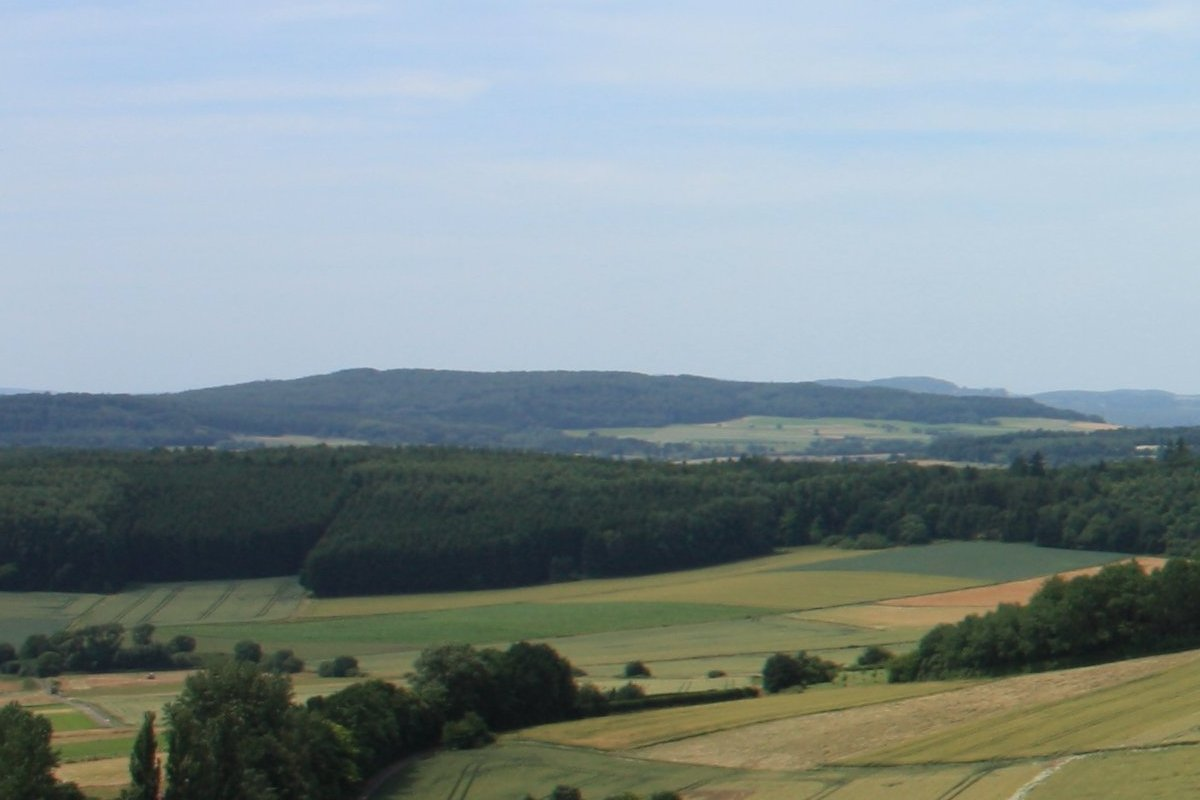
Der Westerwald im Landkreis Limburg-Weilburg
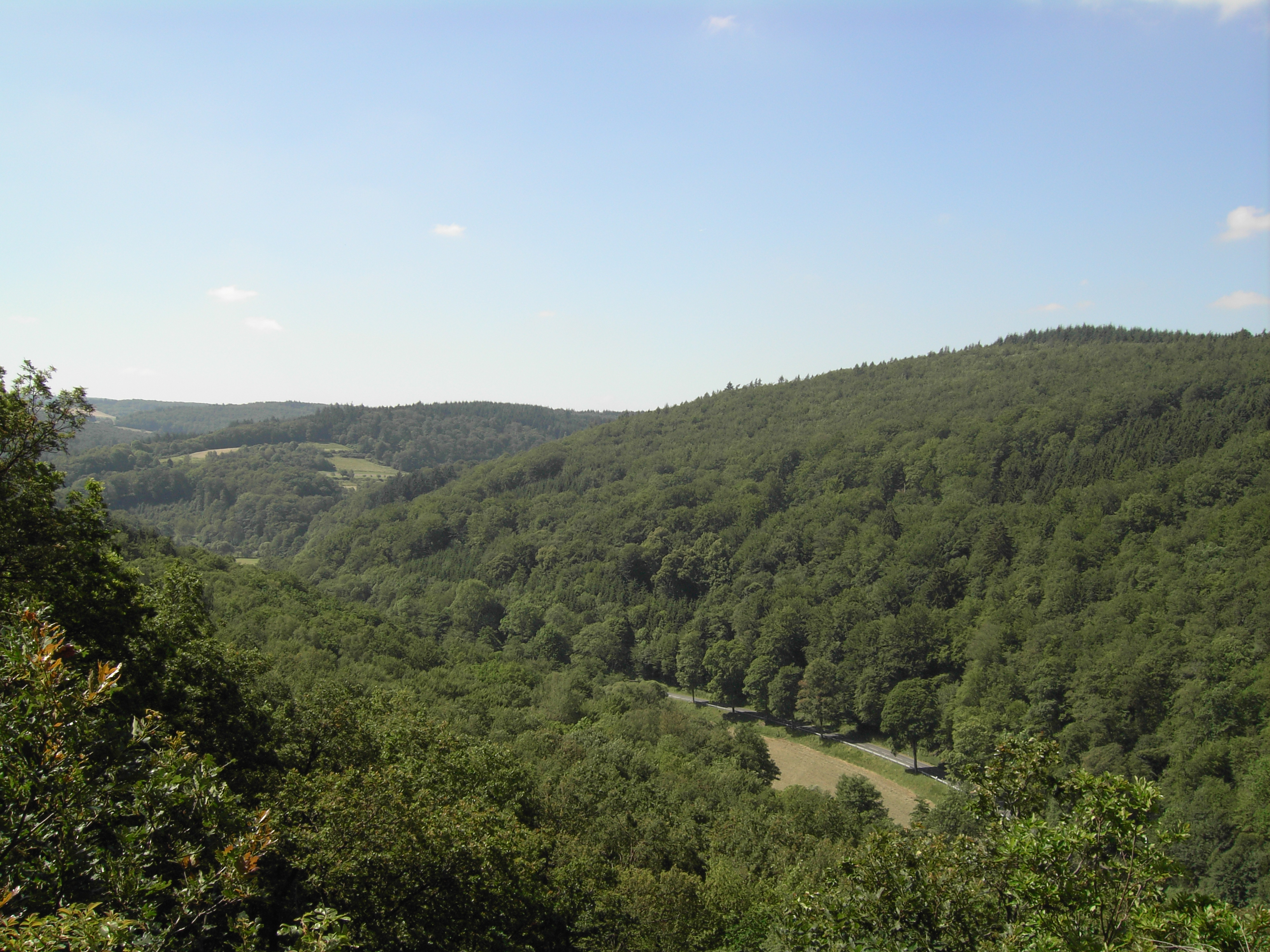
Der Taunus im Landkreis Limburg-Weilburg
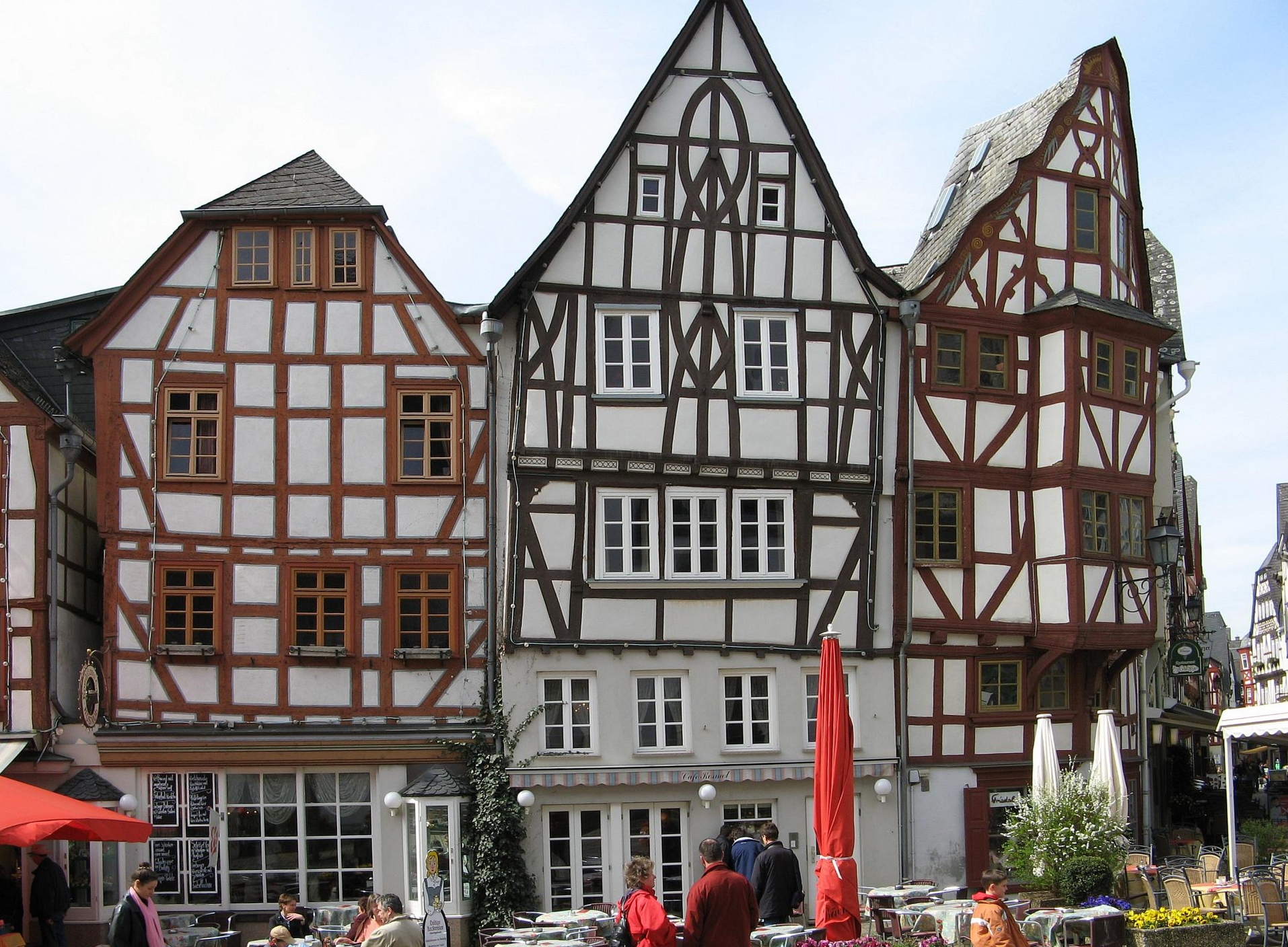
Typische Fachwerkhäuser in der Limburger Altstadt
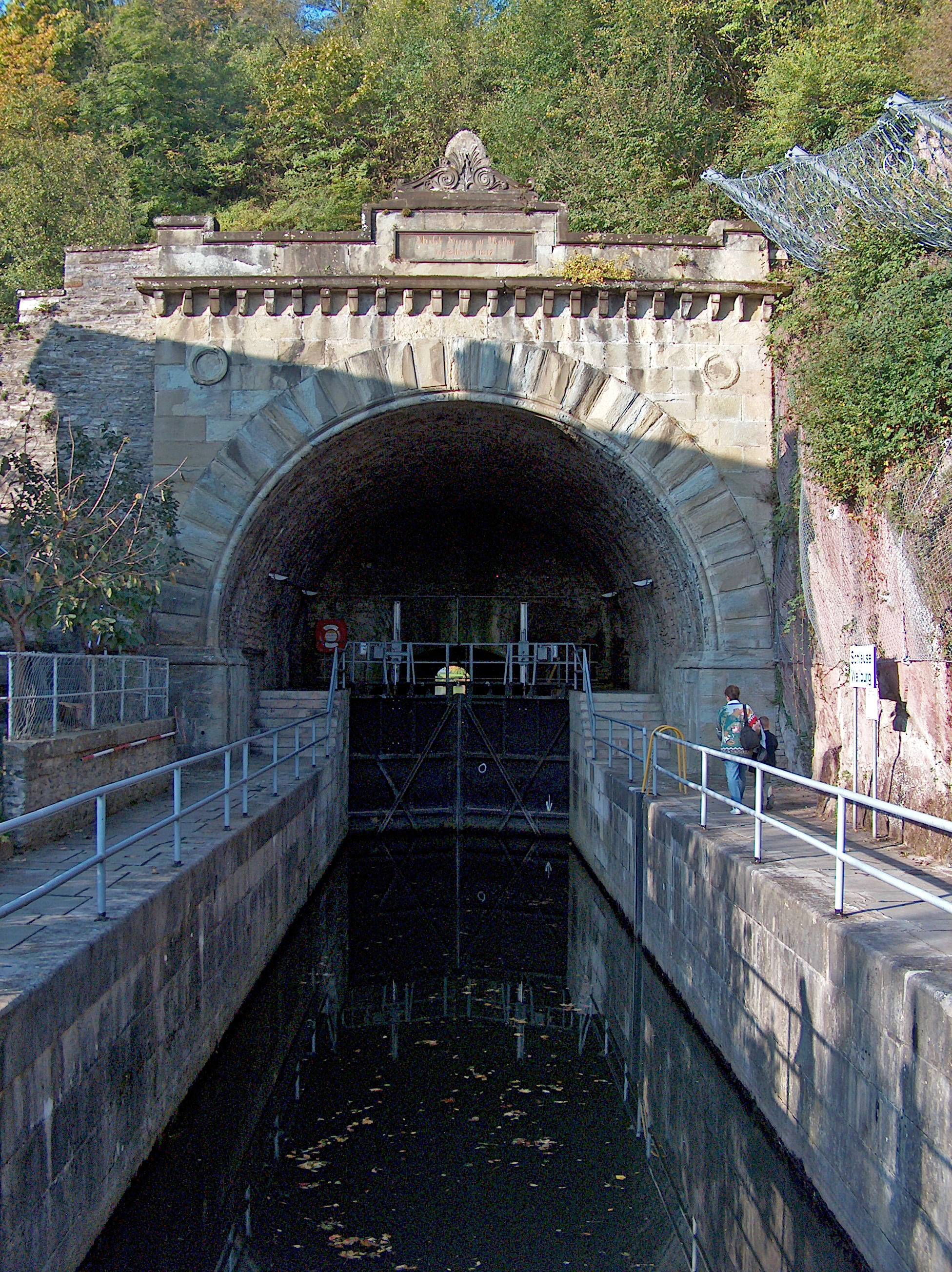
Der in Deutschland einmalige Schifffahrtstunnel in Weilburg
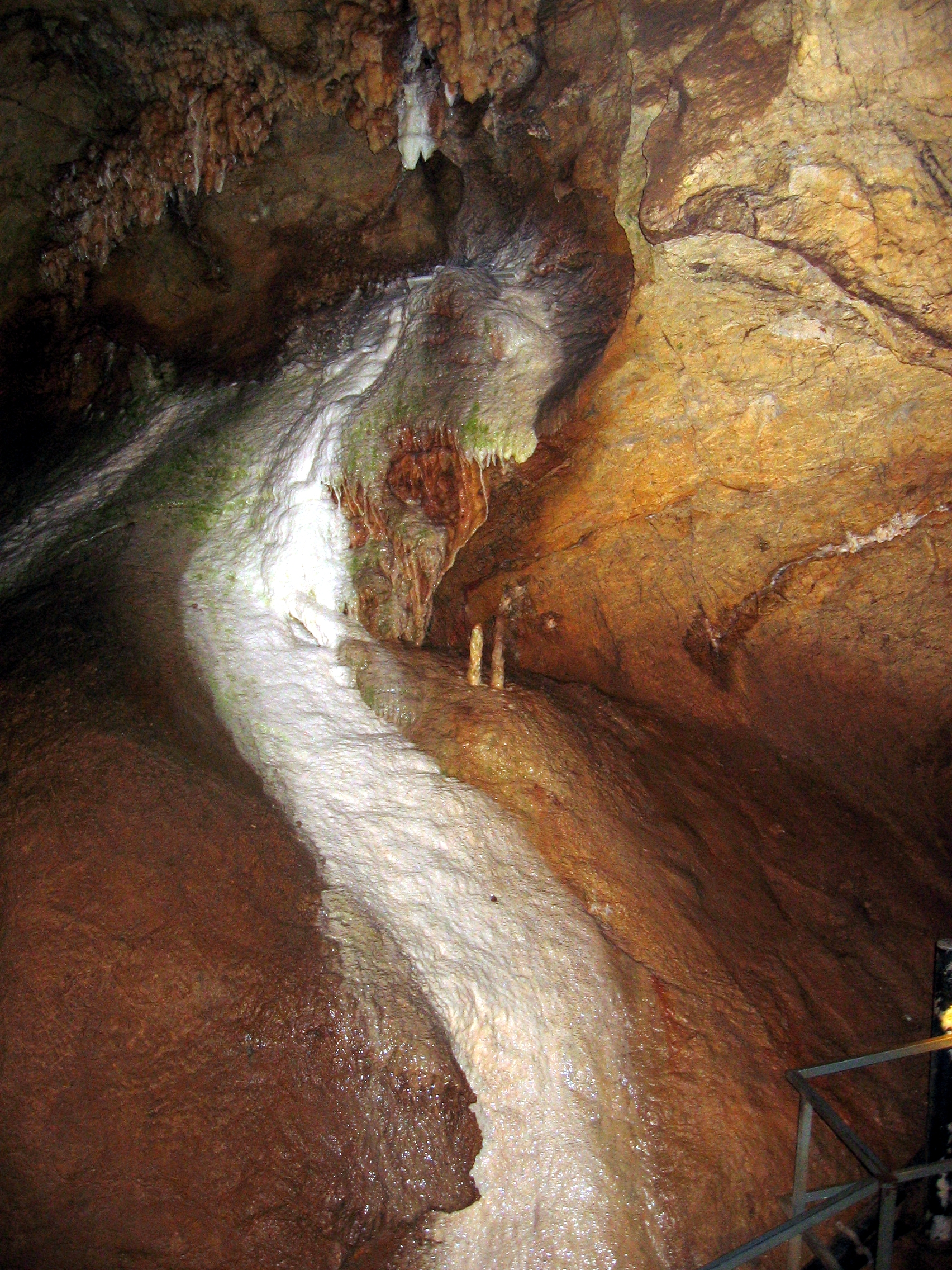
Kubacher Kristallhöhle in Weilburg
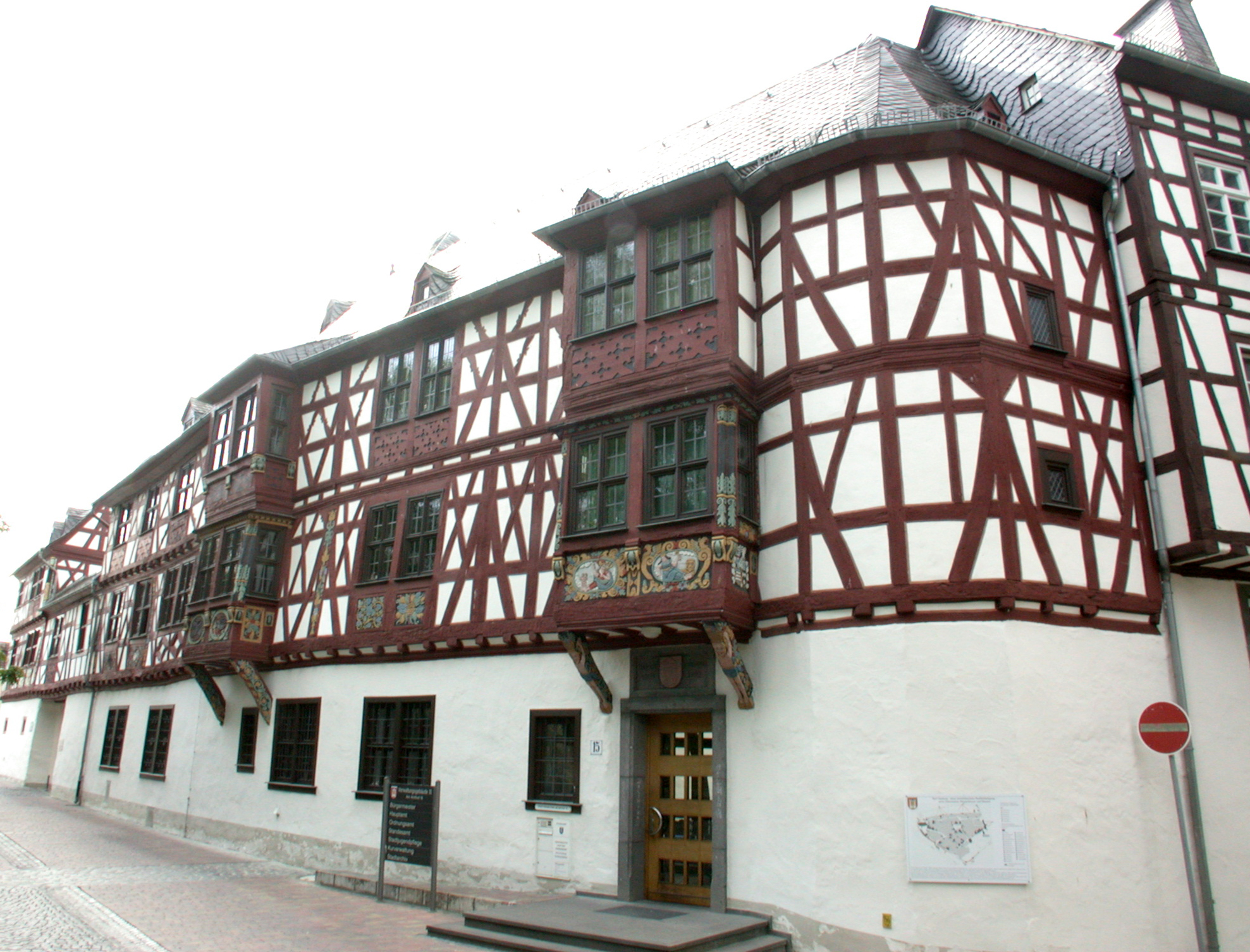
Amthof Bad Camberg
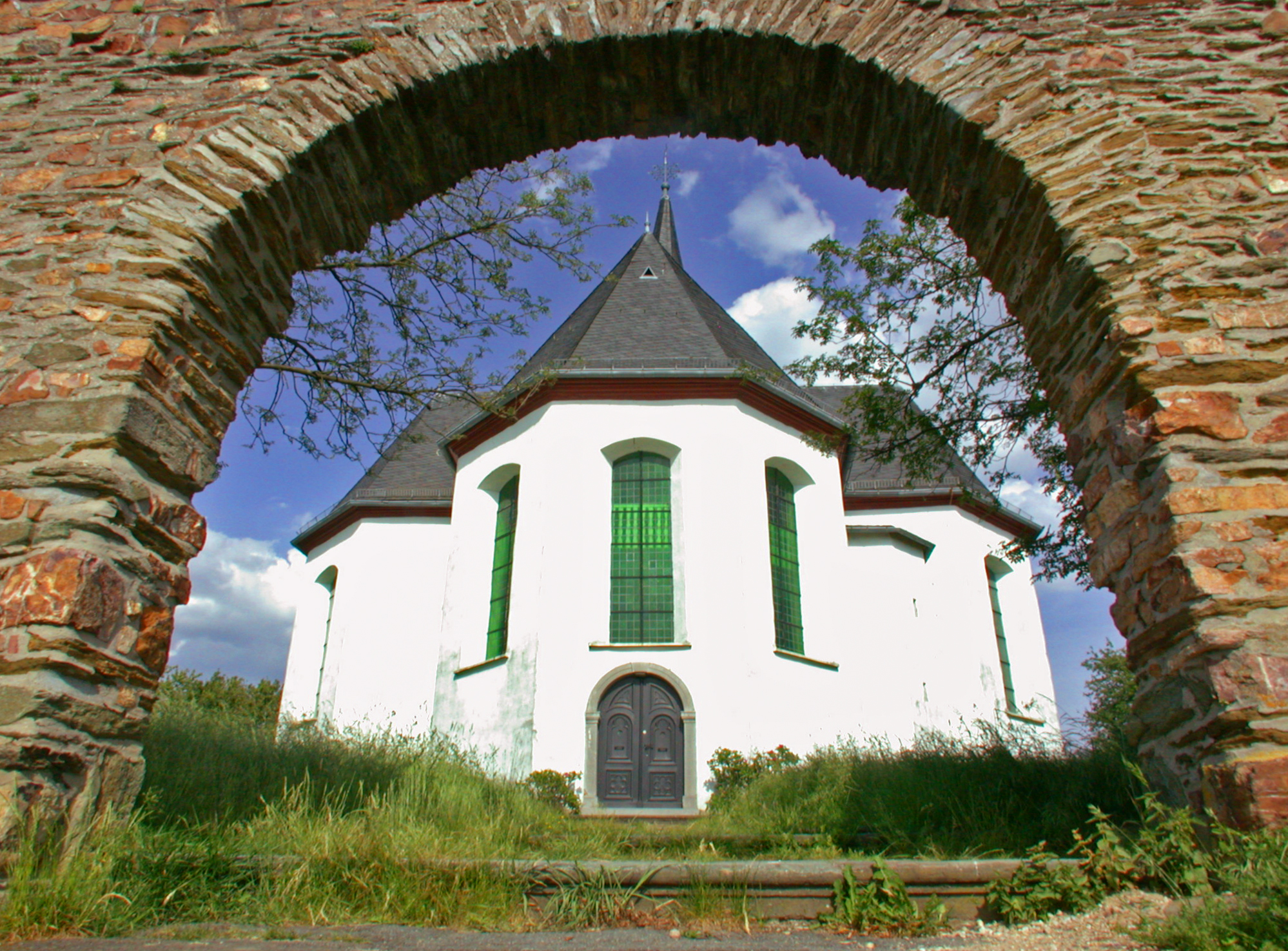
Kreuzkapelle in Bad Camberg
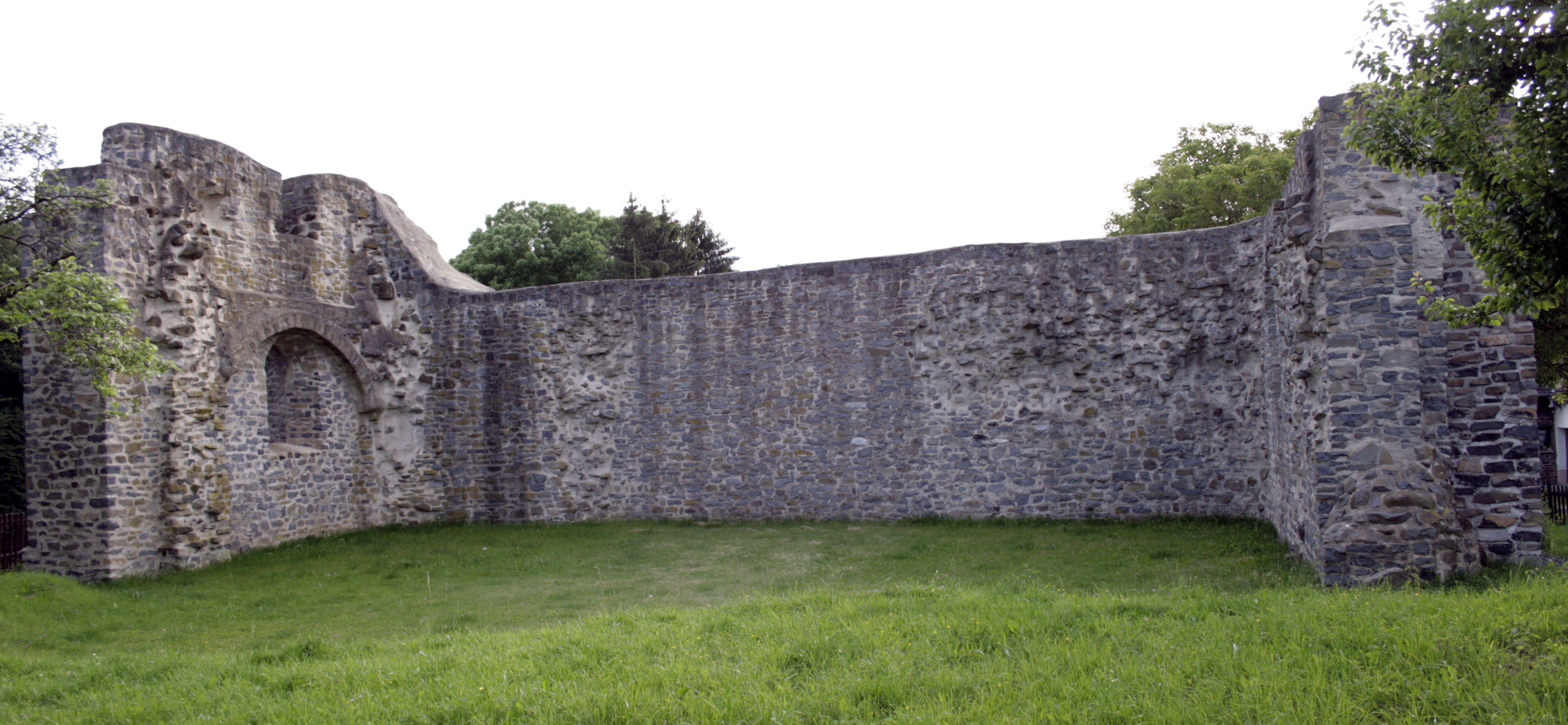
Klosterruine Beselich
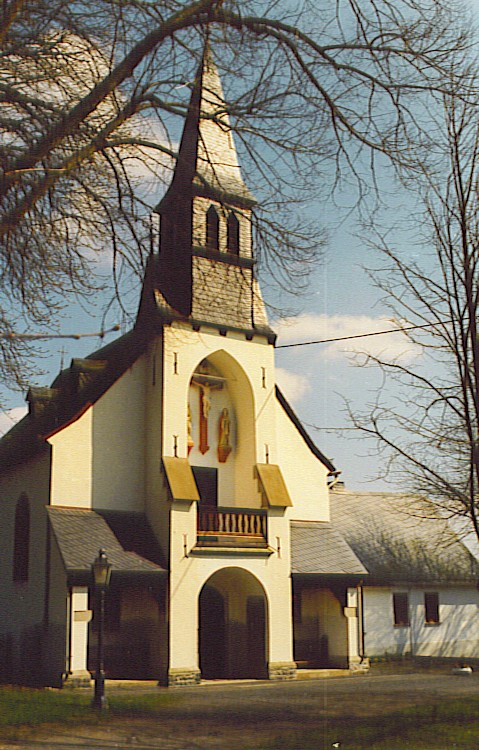
Kath. Wallfahrtskapelle Maria Hilf zu Beselich
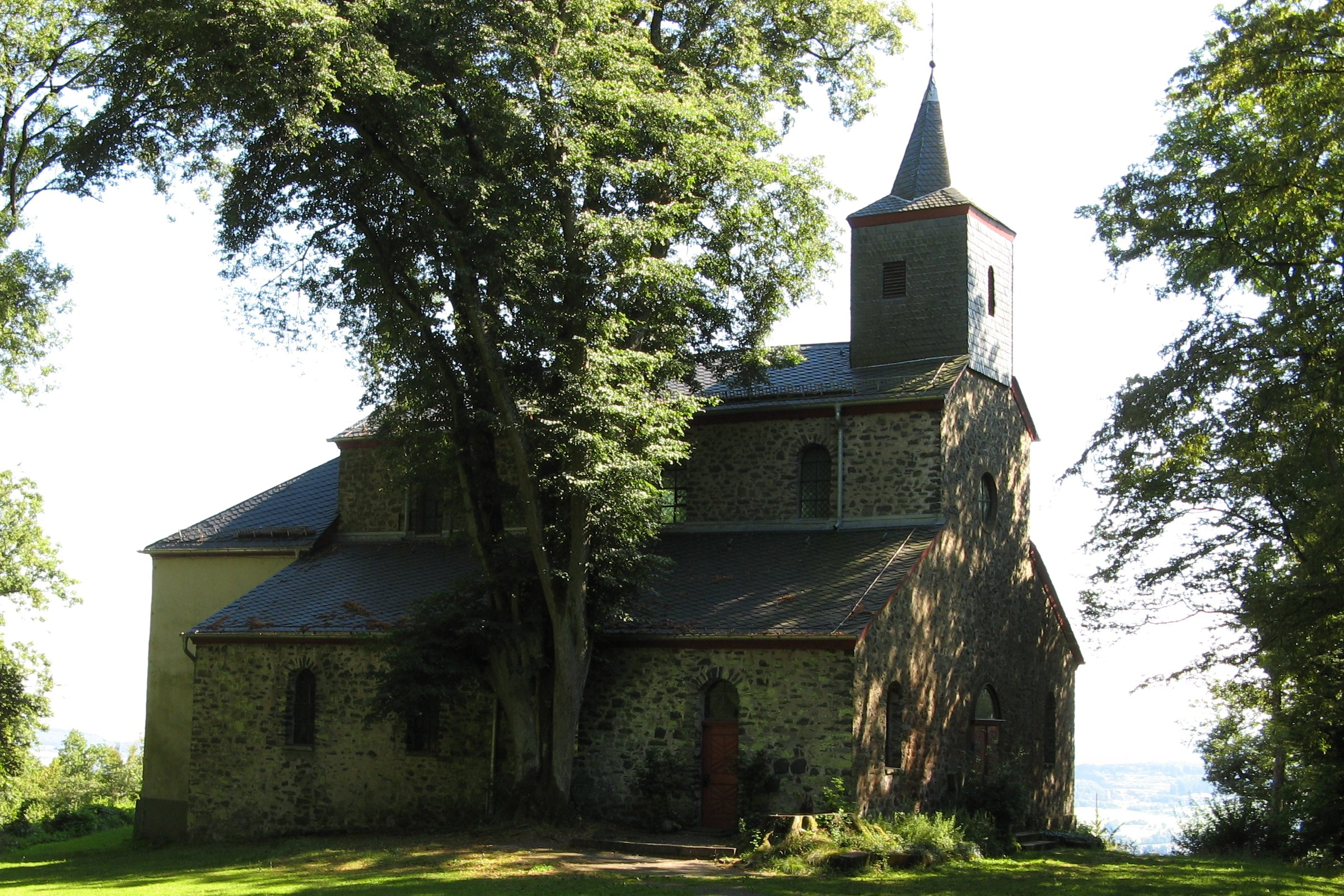
Blasiuskapelle in Dornburg
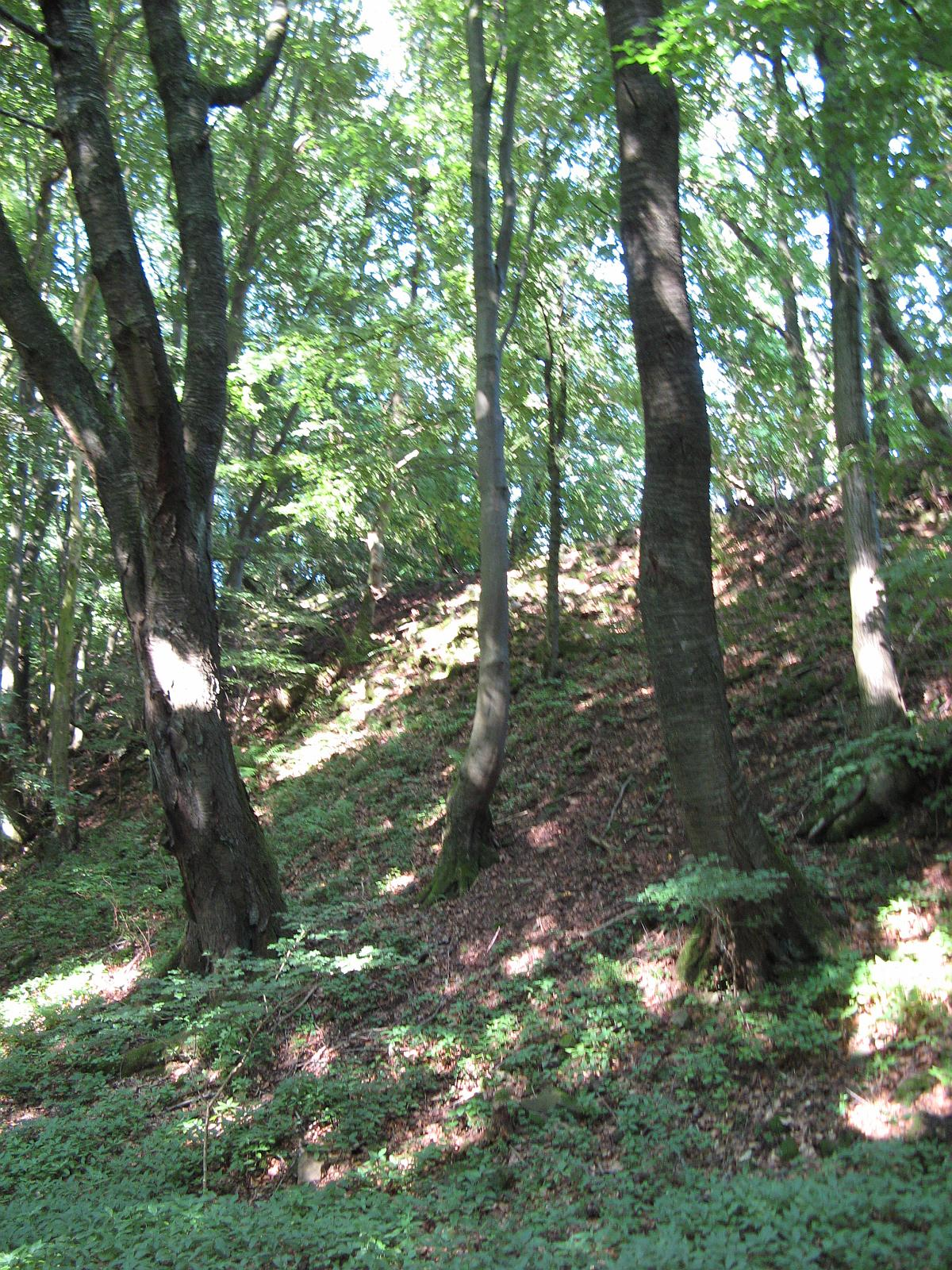
Reste der Rödchensmauer, des Ringwalls der Dornburg
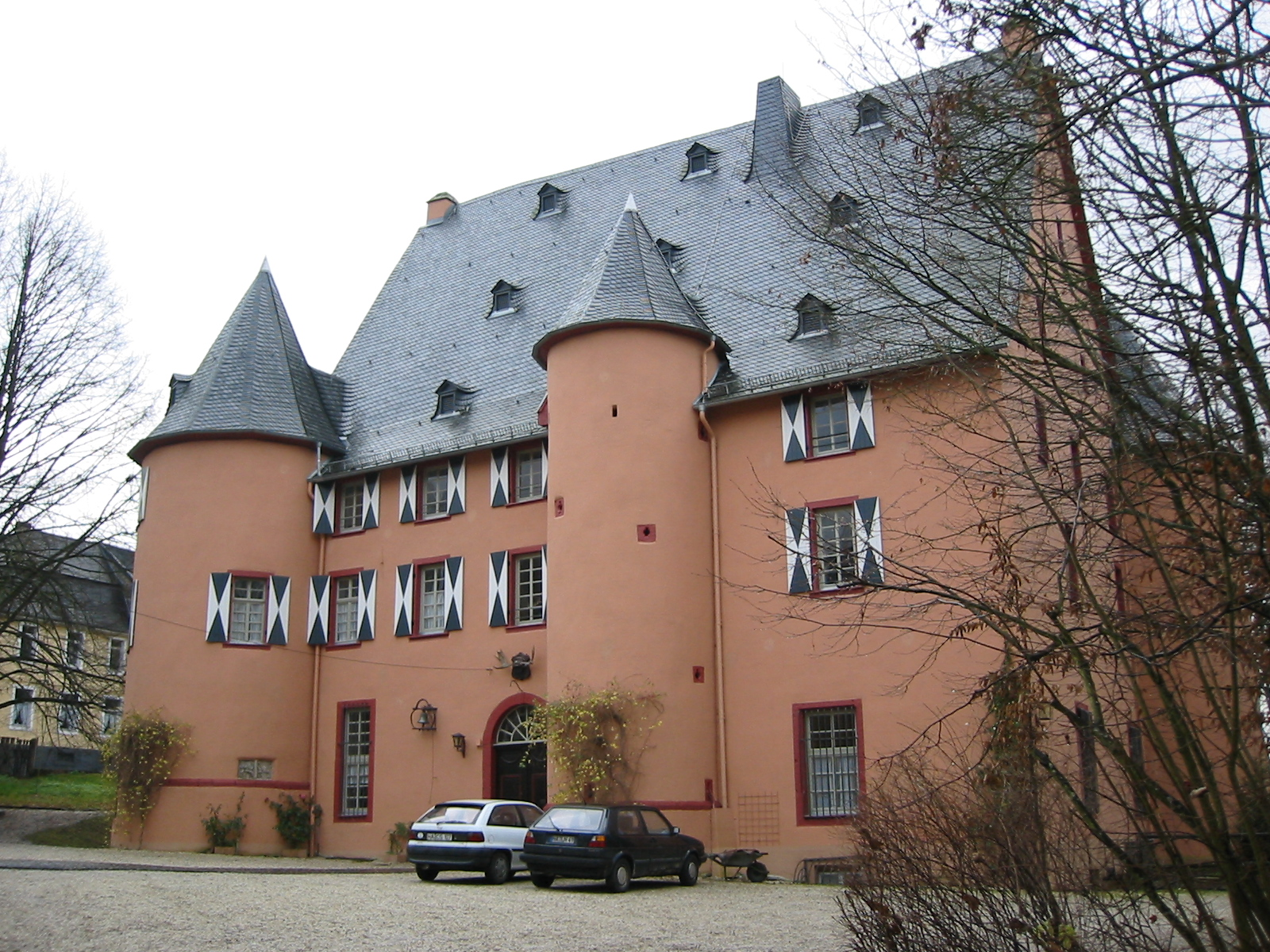
Burg Waldmannshausen in Elbtal
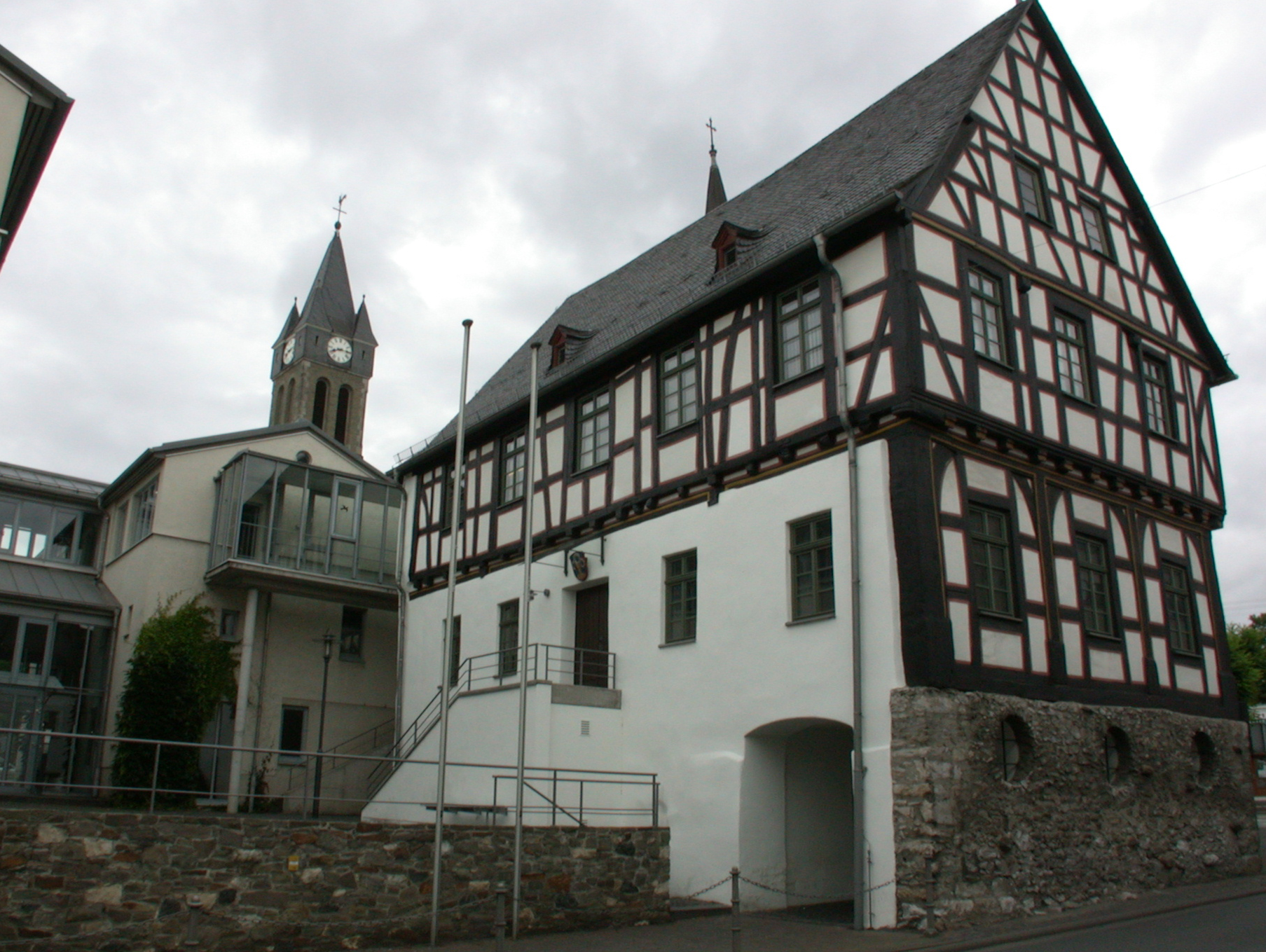
Rathaus der Gemeinde Elz mit Turm der Pfarrkirche
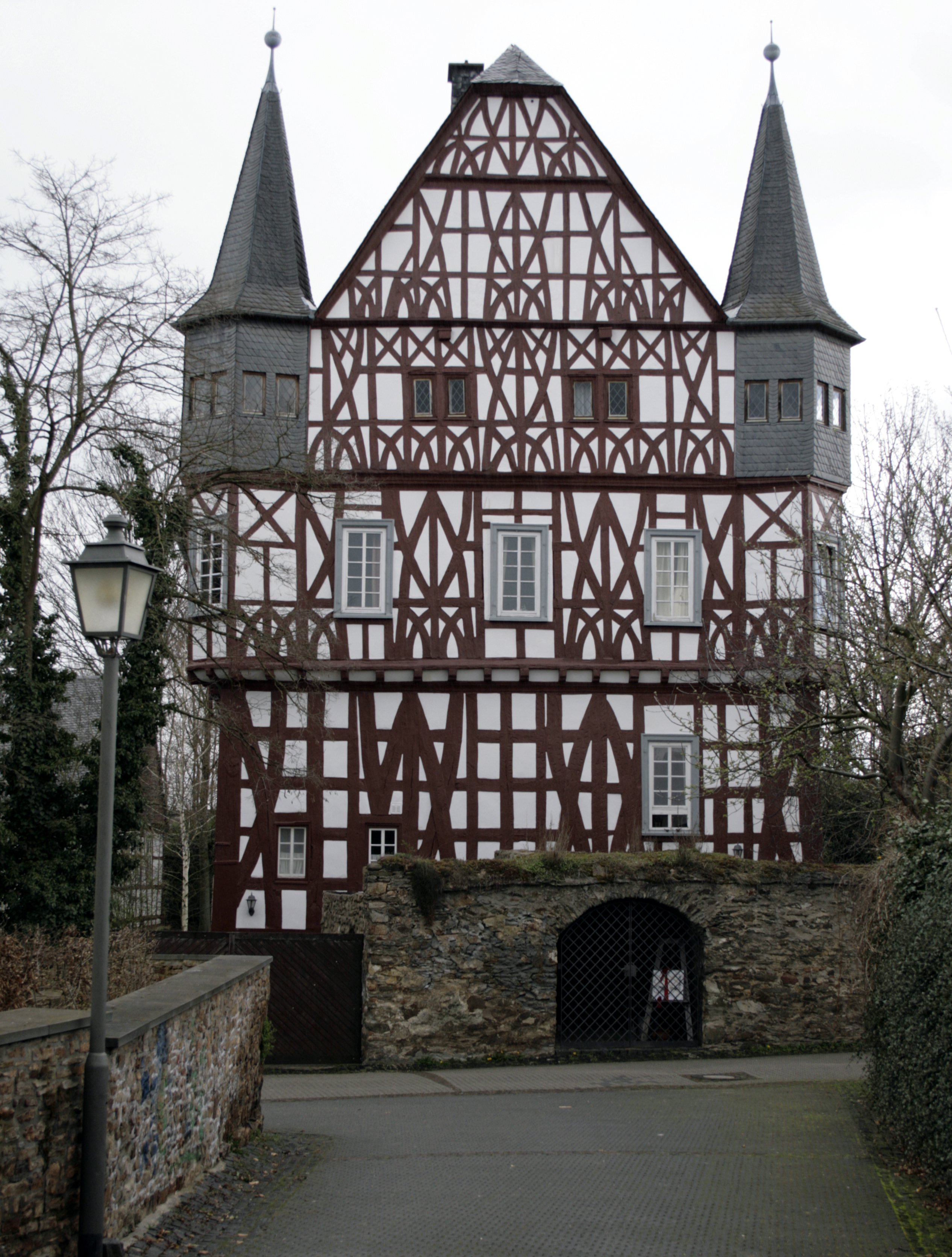
Stein’sches Haus in Hünfelden
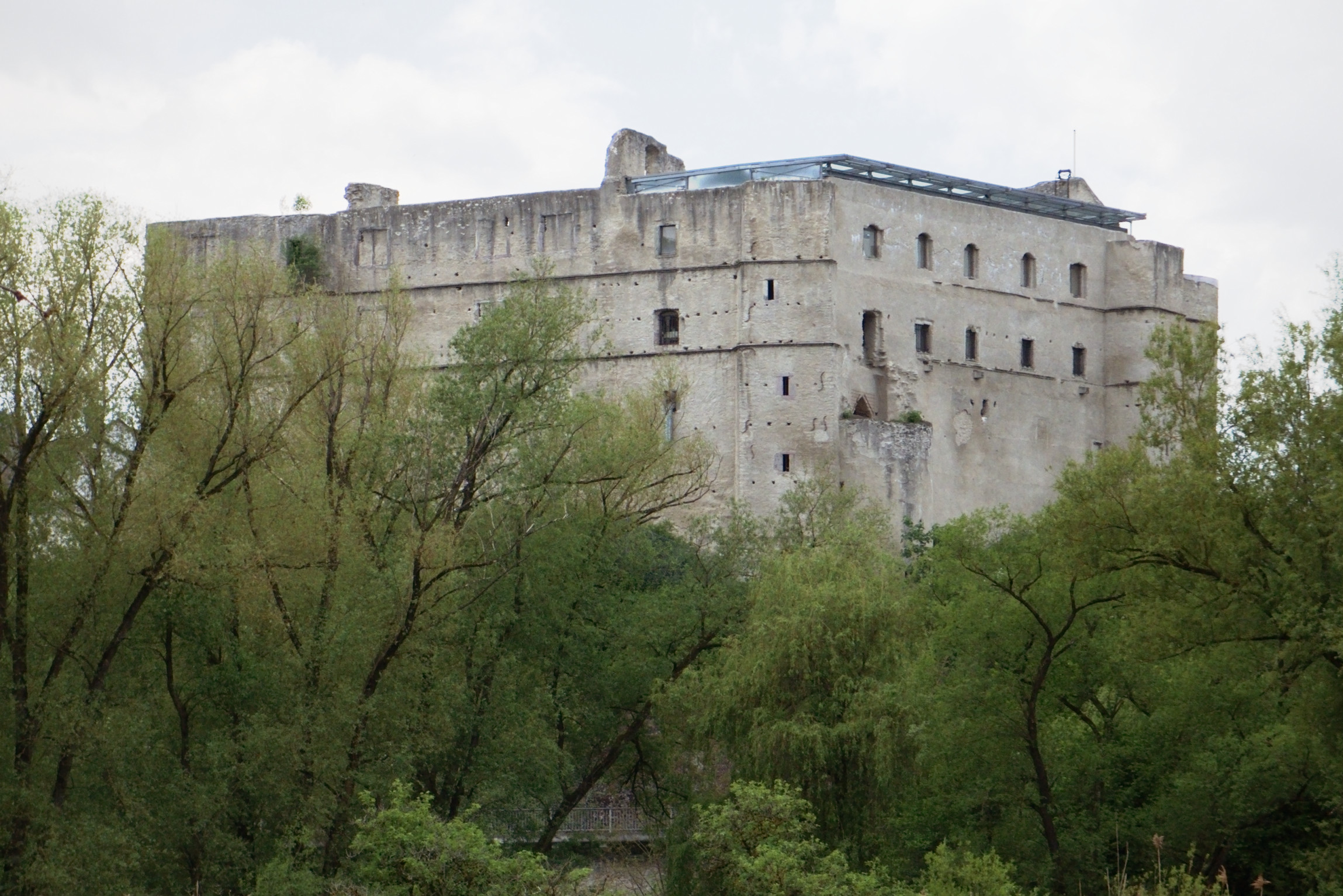
Laneburg in Löhnberg
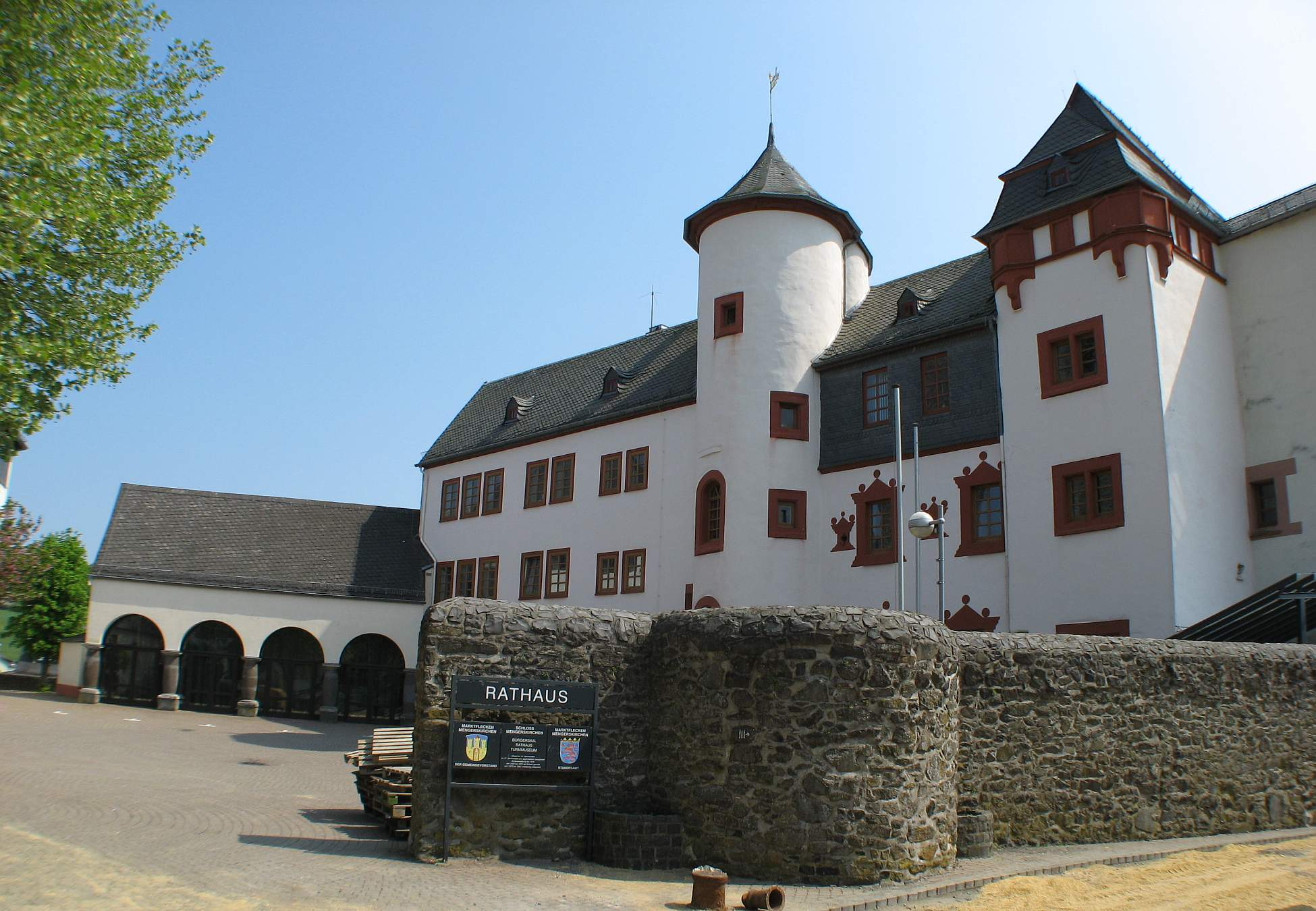
Schloss Mengerskirchen, jetzt Rathaus
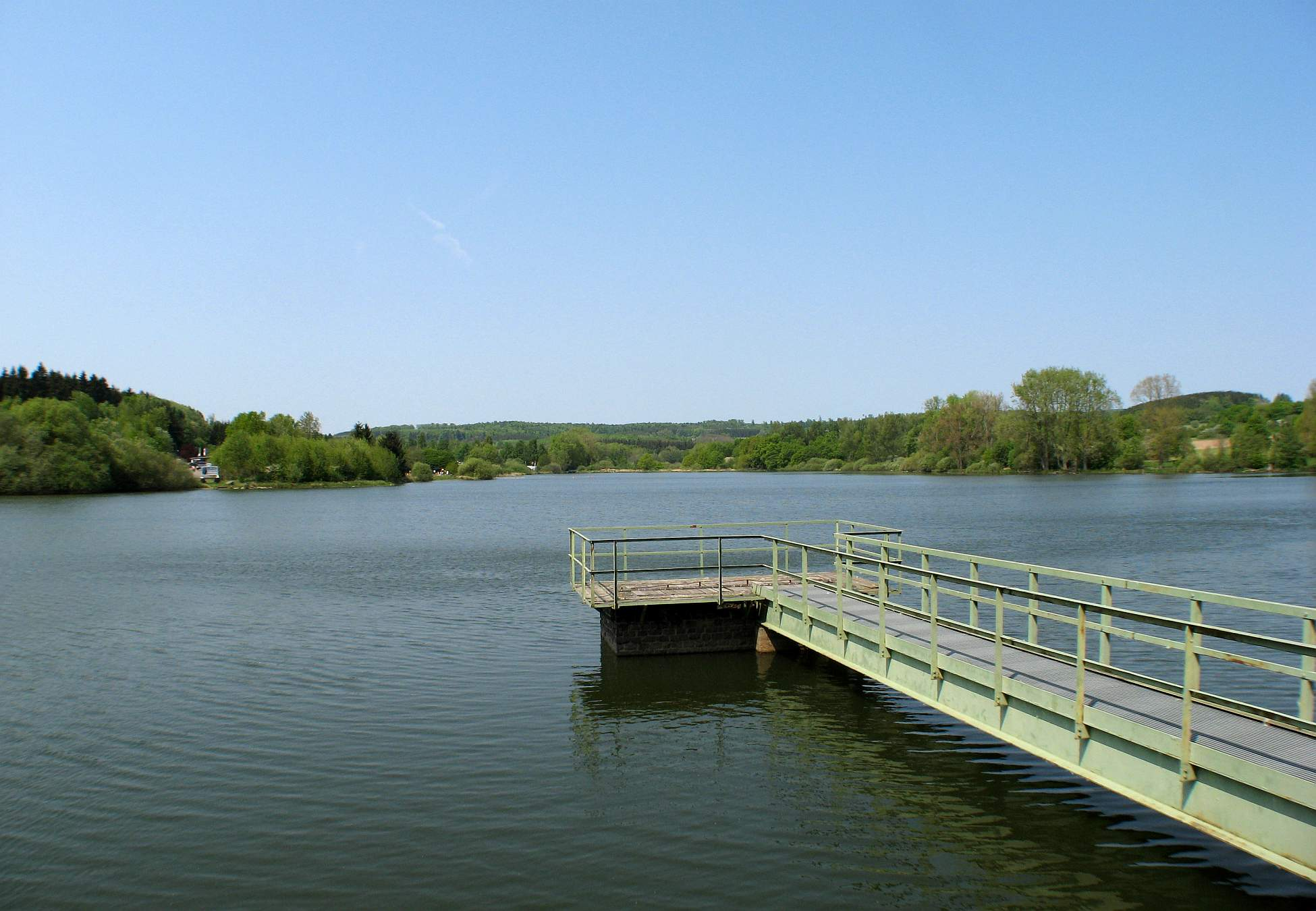
Seeweiher Mengerskirchen
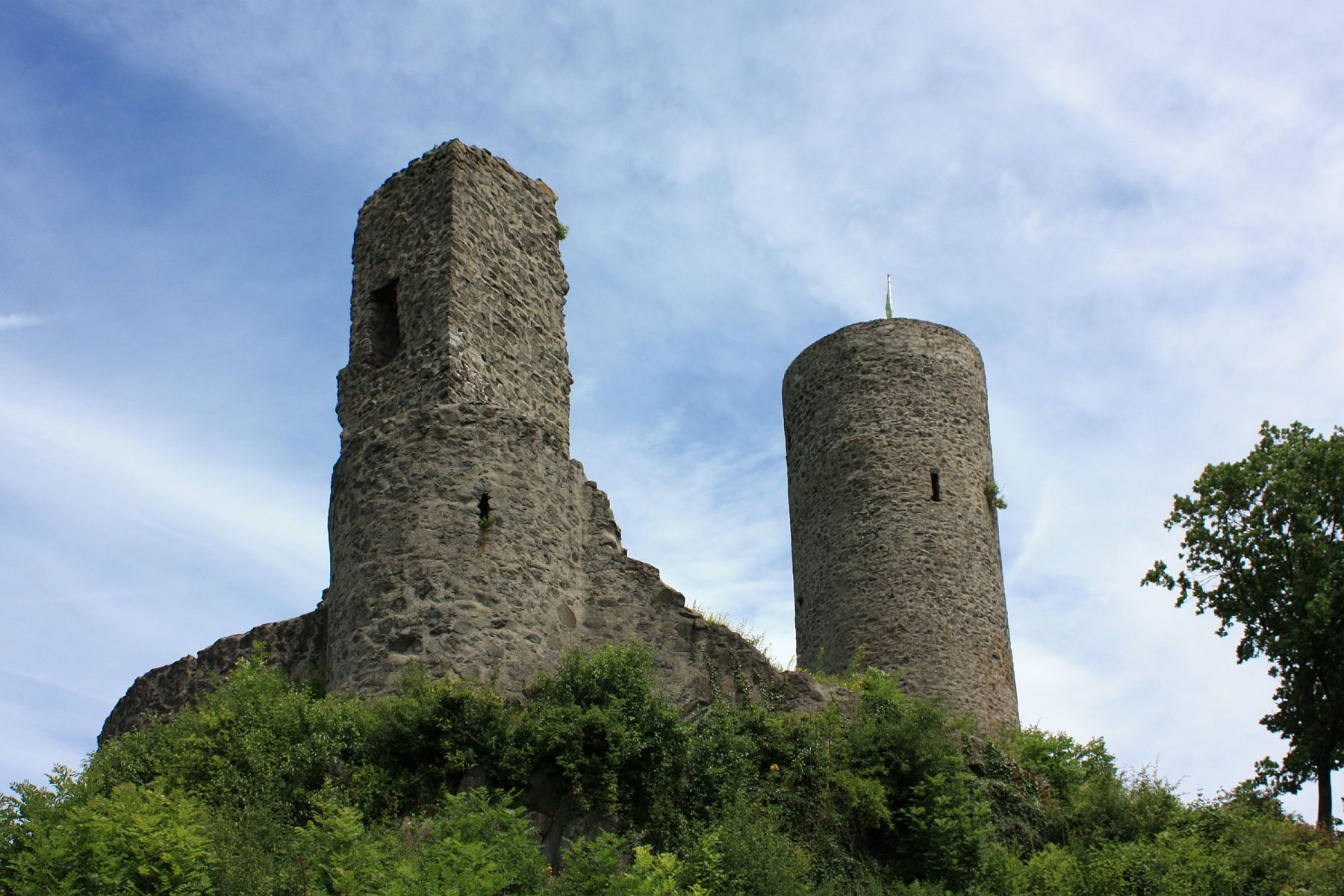
Burgruine Merenberg
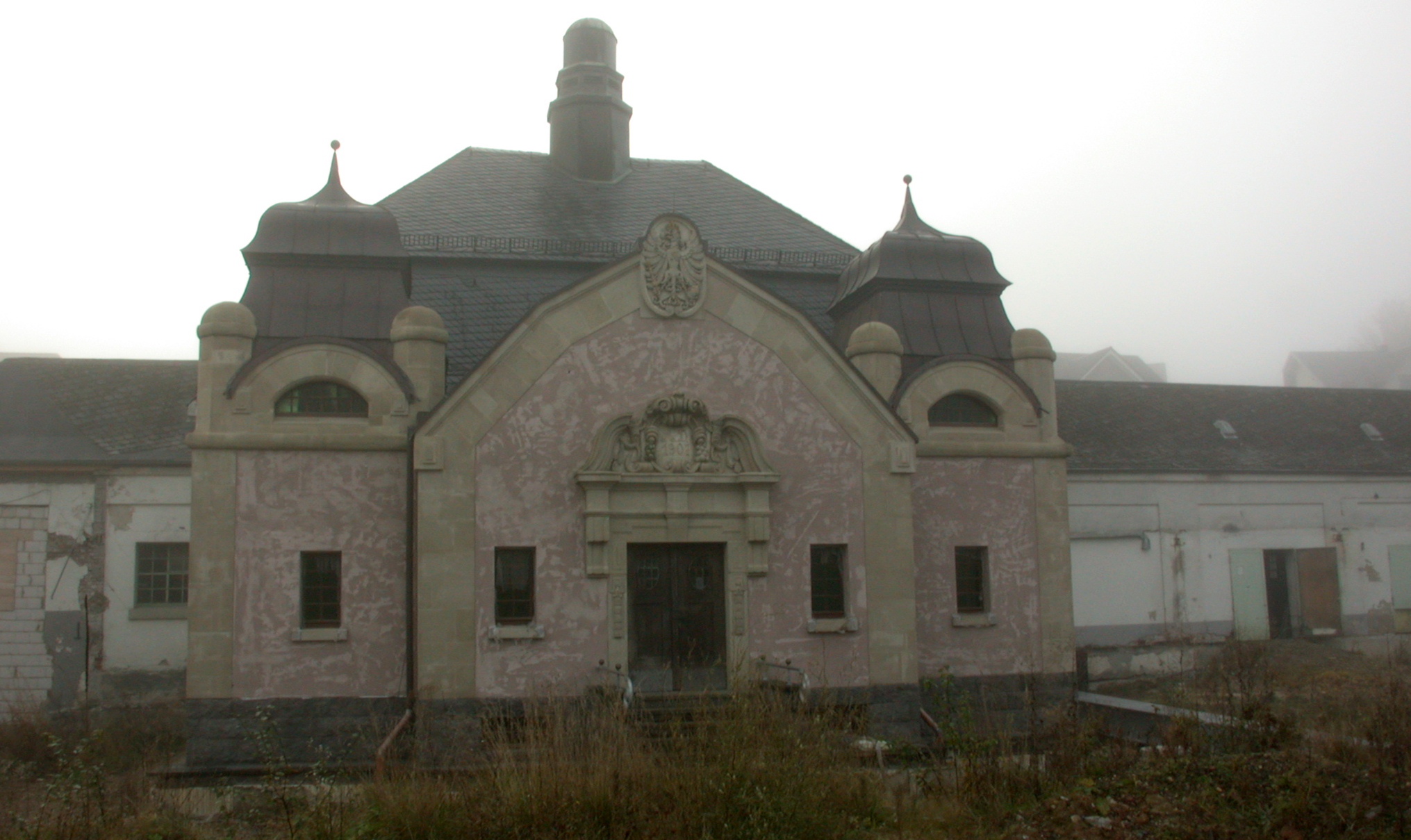
Brunnentempel in Selters (Taunus)
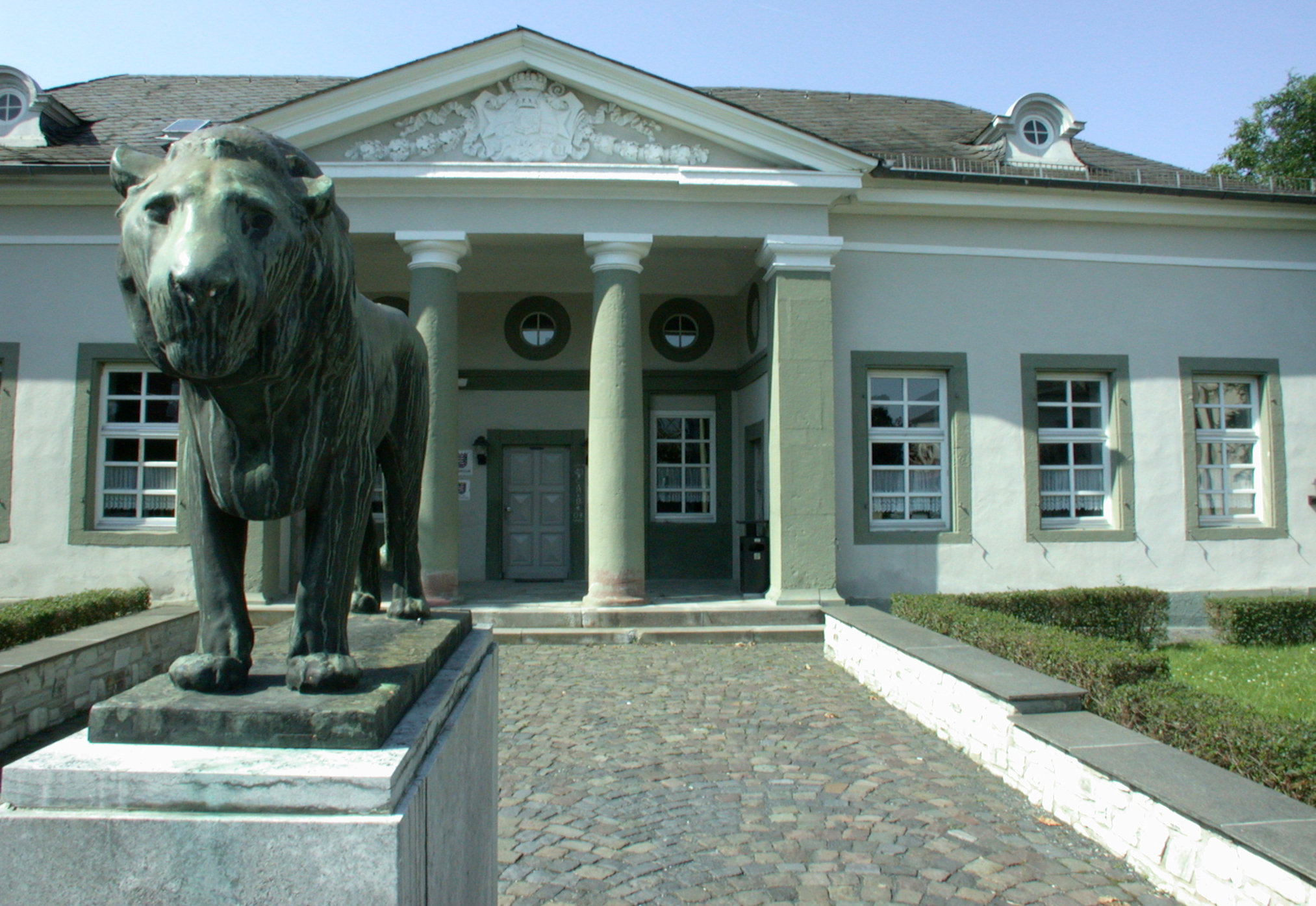
Ehemalige Kaserne des Kurfürstentums Trier, jetzt Rathaus Selters (Taunus)
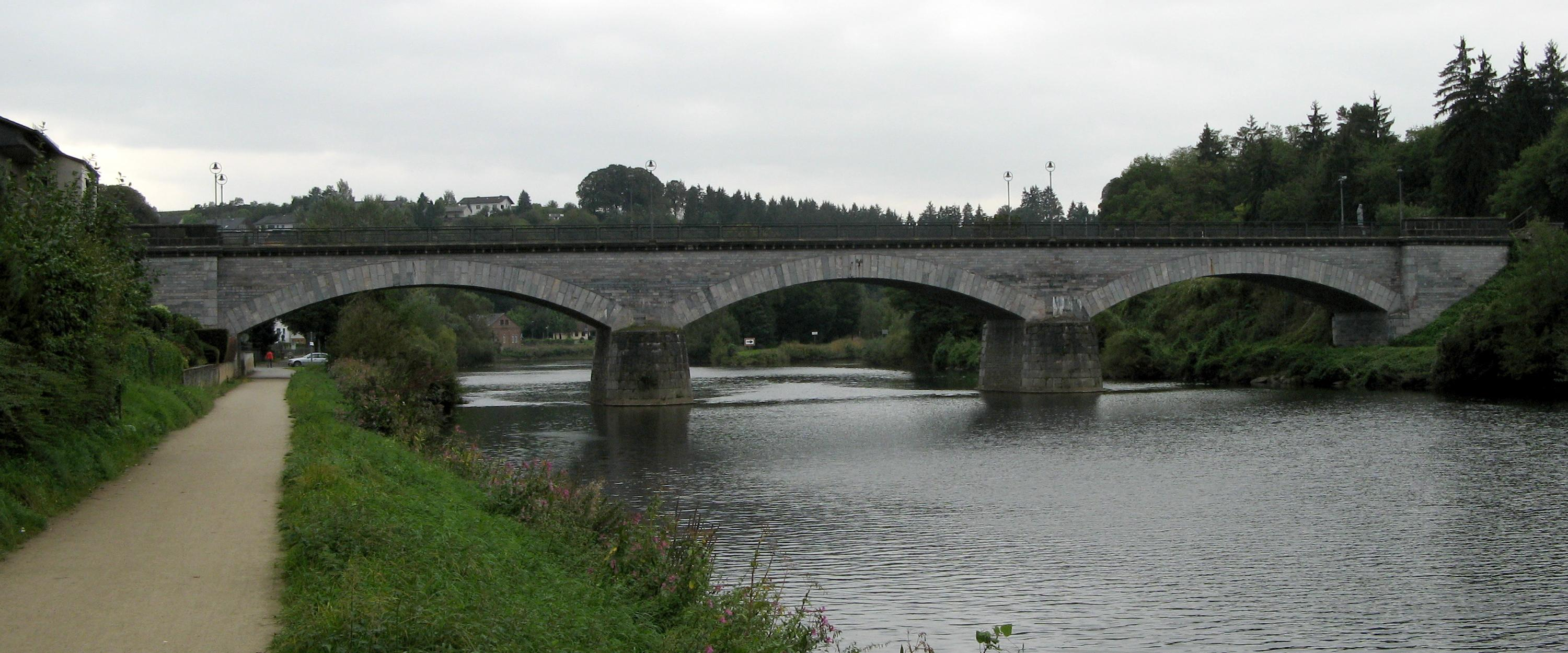
Marmorbrücke über die Lahn in Villmar
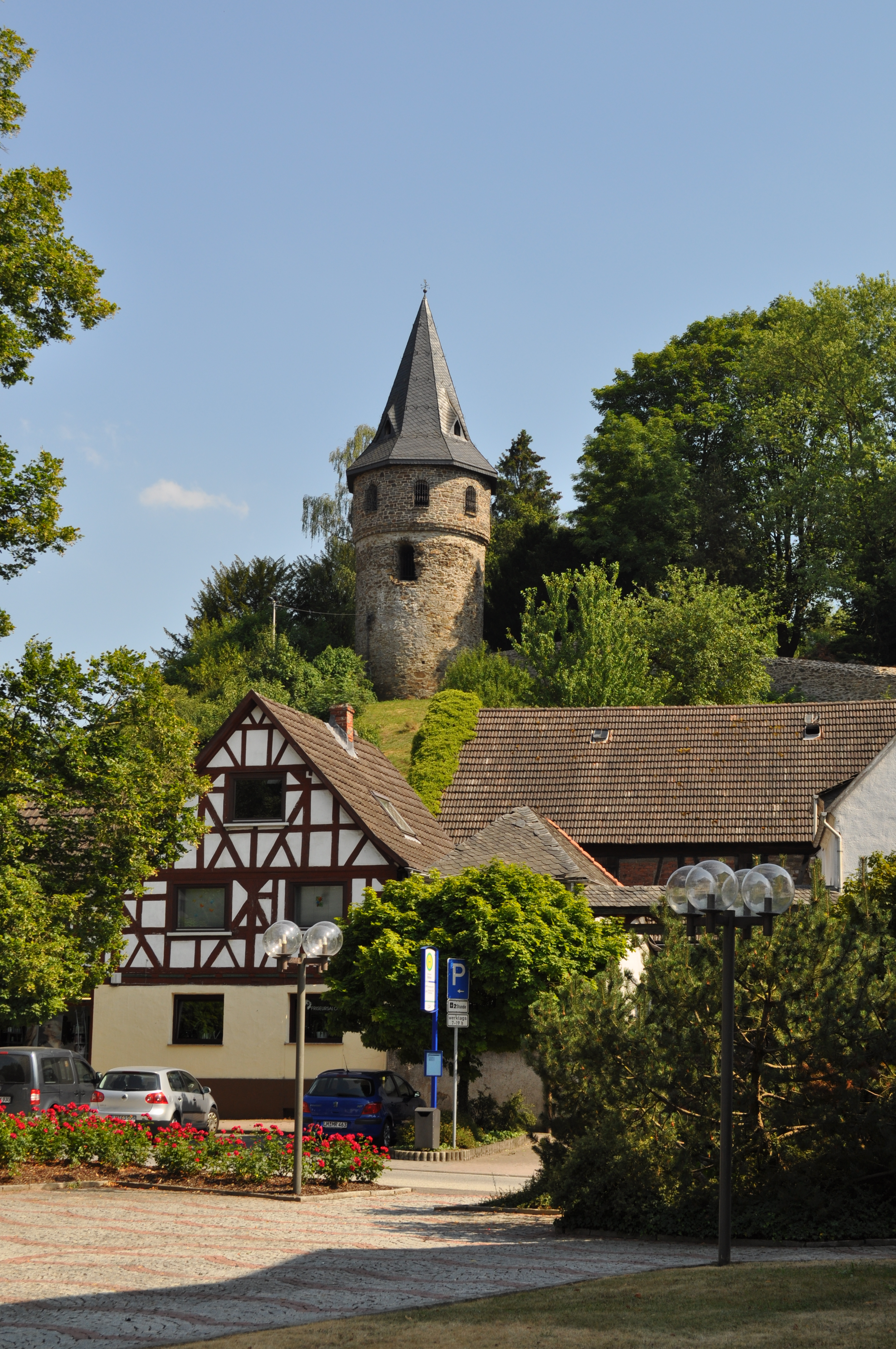
Kirbergturm in Weilmünster
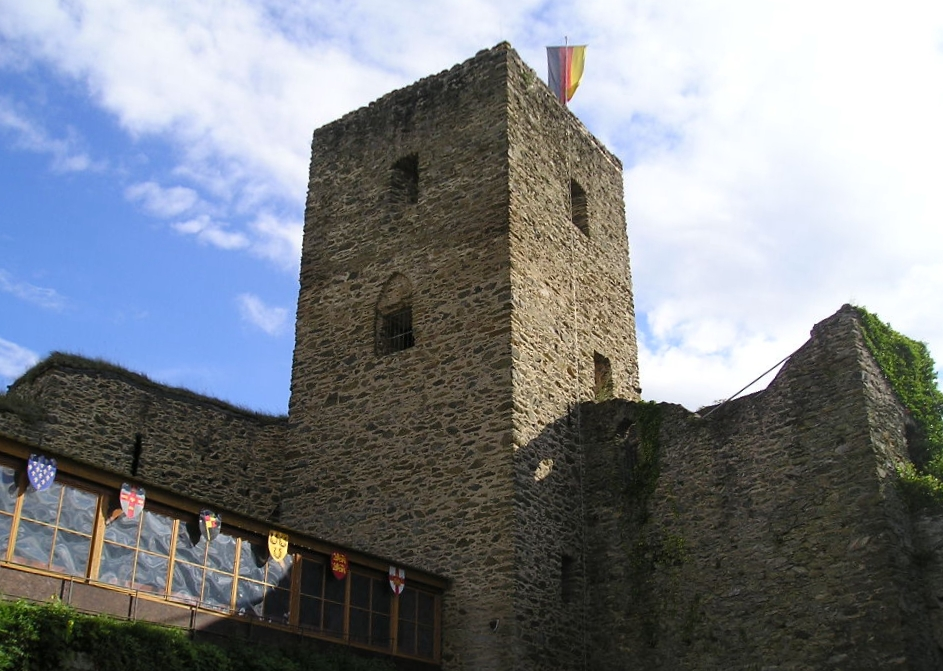
Burgruine Freienfels in Weinbach

## Gemeinden
Im Landkreis Limburg-Weilburg existieren 19 Gemeinden. Von diesen besitzen fünf das Stadtrecht.
Die Gemeinden des Landkreises lauten wie folgt (Einwohner am 31. Dezember 2024):
| Städte 1. Bad Camberg (14.268) 2. Hadamar (13.082) 3. Limburg a. d. Lahn, Kreisstadt (35.938) 4. Runkel (9.543) 5. Weilburg (12.992) Gemeinden 1. Beselich (5.835) 2. Brechen (6.321) 3. Dornburg (8.506) 4. Elbtal (2.396) 5. Elz (8.083) 6. Hünfelden (9.818) 7. Löhnberg (4.643) 8. Mengerskirchen (5.612) 9. Merenberg (3.316) 10. Selters (Taunus) (8.158) 11. Villmar (6.622) 12. Waldbrunn (Westerwald) (5.847) 13. Weilmünster (8.674) 14. Weinbach (4.176) | Städte und Gemeinden im Landkreis |

Die Kreisstadt Limburg a. d. Lahn ist mit 35.938 Einwohnern die bevölkerungsreichste Kommune des Landkreises. Die bevölkerungsärmste Kommune ist Elbtal mit 2396 Einwohnern.
Flächenbezogen ist die Gemeinde Weilmünster mit 77,42 Quadratkilometern die größte und die Gemeinde Elbtal mit 11,11 Quadratkilometern die kleinste Kommune.
Die Stadt Limburg a. d. Lahn verfügt über eine Exklave (siehe nebenstehende Karte): Ein Teil des Limburger Stadtteils Staffel ist nicht mit Limburg verbunden, sondern nur mit der Gemeinde Elz in Hessen und der Ortsgemeinde Gückingen in Rheinland-Pfalz.

## Partnerschaft mit Berliner Bezirk Friedrichshain-Kreuzberg
Seit über 50 Jahren besteht eine enge, von lebendiger Aufgeschlossenheit geprägte Freundschaft mit dem Bezirk Friedrichshain-Kreuzberg von Berlin. Im Mai 1962 – wenige Monate nach dem Mauerbau – fuhren Vertreter des früheren Oberlahnkreises an die Spree, um dort ihre Solidarität mit den Menschen der zweigeteilten Stadt zu bekunden. Sie übernahmen inmitten Kreuzbergs, in der Hagelberger Straße, die Patenschaft für ein Kinderheim, das fortan Weilburger Land heißt. Damit legten sie den Grundstein zur offiziellen Partnerschaft, die am 22. März 1980 in Berlin und 28. Juni 1980 in Limburg feierlich begründet wurde.
Was diese Partnerschaft besonders auszeichnet, sind die vielfältigen persönlichen Bindungen und Kontakte zwischen Vereinen und Schulen, Begegnungen von Sportlern, Polizeibeamten oder in den Personalräten aus Limburg-Weilburg und Berlin.